# Torneo Apertura 2011 Liga Premier de Ascenso
El Torneo Apertura 2011 de la Liga Premier de Ascenso fue el 29º torneo corto que abrió la LXIII Temporada de la Segunda División de México. Contó con la participación de 30 equipos. El campeón de la competición fue el conjunto de Titanes de Tulancingo quien derrotó a Tecamachalco en la final. El ganador del torneo obtuvo su pase a la Final de Ascenso contra el campeón del Torneo Clausura 2012.

## Sistema de competición
El sistema de competición de este torneo tuvo un cambio a partir de esta temporada. Este se desarrolla en dos fases:
- Fase de calificación: que se integra por las 15 jornadas del torneo.
- Fase final: que se integra por los partidos de ida y vuelta en rondas de octavos, de cuartos de final, de semifinal y final.

### Fase de calificación
En la fase de calificación se observará el sistema de puntos. La ubicación en la tabla general está sujeta a lo siguiente:
En la fase de calificación se observará el sistema de puntos, apareciendo en los calendarios de juego 
primero el nombre del club local seguido del nombre del club visitante. 
La ubicación en las Tablas de Clasificación por Grupo estará sujeta al número de puntos obtenidos en 
cada partido de acuerdo al resultado. 
- Por juego ganado: 3 puntos
  - Si el equipo visitante gana el juego por diferencia de dos goles, se le otorgará 1 punto adicional. Aplica únicamente para partidos jugados; no aplica para partidos ganados por motivo de resolución.

- Por juego empatado: 1 punto
  - Tratándose de empates a dos o más goles, será obligatoria la participación de los Equipos participantes en una serie de tiros penales, conforme al criterio establecido en el Artículo 31 del presente Reglamento; otorgándosele 1 punto adicional al Equipo que resulte ganador de dicha serie.

- Por juego perdido: 0 puntos

En esta fase participan los 30 Clubes de la Liga Premier de Ascenso jugando en cada grupo todos contra todos durante las jornadas respectivas, a un solo partido.
El orden de los clubes al final de la Fase de Calificación del torneo corresponderá a la suma de los puntos obtenidos por cada uno de ellos y se presentará en forma descendente. Si al finalizar las 14 jornadas del Torneo, dos o más clubes estuviesen empatados en puntos, su posición en la Tabla general será determinada atendiendo a los siguientes criterios de desempate:
1. Mejor diferencia entre los goles anotados y recibidos.
2. Mayor número de goles anotados.
3. Marcadores particulares entre los Clubes empatados.
4. Mayor número de goles anotados como visitante.
5. Mejor ubicado en la Tabla general de cociente.
6. Tabla Fair Play.
7. Sorteo.

Para determinar los lugares que ocuparán los Clubes que participen en la Fase final del Torneo se tomará como base la Tabla general de clasificación.
Participan automáticamente por el título de Campeón de la Liga Premier de Ascenso los primeros 8 lugares de cada grupo (16 en total) y el mejor sexto sitio.

### Fase final
Los 16 clubes calificados para esta fase del torneo serán reubicados de acuerdo con el lugar que ocupen en la Tabla general al término de la jornada 14, con el puesto del número uno al club mejor clasificado, y así hasta el #16. Los partidos a esta fase se desarrollarán a visita, en las siguientes etapas:
- Octavos de final
- Cuartos de final
- Semifinales
- Final

Los clubes vencedores en los partidos de octavos, cuartos de final y semifinal serán aquellos que en los dos juegos anoten el mayor número de goles. De existir empate en el número de goles anotados, la posición se definirá a favor del club con mayor cantidad de goles a favor cuando actúe como visitante.
Si una vez aplicado el criterio anterior los clubes siguieran empatados, se observará la posición de los clubes en la Tabla general de clasificación.
Los partidos correspondientes a la Fase final se jugarán obligatoriamente los días miércoles y sábado, y jueves y domingo eligiendo, en su caso, exclusivamente en forma descendente, los cuatro Clubes mejor clasificados en la Tabla general al término de la jornada 12, el día y horario de su partido como local. Los siguientes cuatro Clubes podrán elegir únicamente el horario.
El Club vencedor de la Final y por lo tanto Campeón, será aquel que en los dos partidos anote el mayor número de goles. Si al término del tiempo reglamentario el partido está empatado, se agregarán dos tiempos extras de 15 minutos cada uno. De persistir el empate en estos periodos, se procederá a lanzar tiros penales hasta que resulte un vencedor.
Los partidos de Octavos de final se sortearán al finalizar el torneo regular, tomando siempre como equipos locales los que se encuentren en la mejor posición en la tabla respecto al rival.
Los partidos de cuartos de final se jugarán de la siguiente manera:
Llave 3 vs Llave 4
Llave 5 vs Llave 6
En las semifinales participarán los cuatro clubes vencedores de cuartos de final, reubicándolos del uno al cuatro, de acuerdo a su mejor posición en la Tabla general de clasificación al término de la jornada 15 del torneo correspondiente, enfrentándose:
Disputarán el título de Campeón de los Torneos Apertura 2011 y Clausura 2012 los dos clubes vencedores de la fase semifinal correspondiente, reubicándolos del uno al dos, de acuerdo a su mejor posición en la Tabla general de clasificación al término de las jornadas de cada torneo.

## Equipos participantes

### Grupo 1
| Equipo                                     | Ciudad                       | Estadio                              |
| ------------------------------------------ | ---------------------------- | ------------------------------------ |
| Águilas Reales de Zacatecas                | Zacatecas, Zacatecas         | Francisco Villa                      |
| Bravos de Nuevo Laredo                     | Nuevo Laredo, Tamaulipas     | Unidad Deportiva Benito Juárez       |
| Cachorros de la Universidad de Guadalajara | Zapopan, Jalisco             | Club Deportivo U. de G. La Primavera |
| Chivas Rayadas                             | Zapopan, Jalisco             | Verde Valle                          |
| Deportivo de los Altos                     | Yahualica, Jalisco           | Las Ánimas                           |
| Deportivo Guamúchil                        | Guamúchil, Sinaloa           | Coloso del Dique                     |
| Deportivo Tepic                            | Tepic, Nayarit               | Arena Cora                           |
| Dorados UACH                               | Chihuahua, Chihuahua         | Olímpico UACH                        |
| F.C. Excélsior                             | Salinas Victoria, Nuevo León | Centro Deportivo Soriana             |
| Loros de la Universidad de Colima          | Colima, Colima               | Olímpico Universitario de Colima     |
| Real Saltillo Soccer                       | Saltillo, Coahuila           | Olímpico Francisco I. Madero         |
| Tampico Madero                             | Tampico Madero, Tamaulipas   | Tamaulipas                           |
| Correcaminos de la UAT "B"                 | Ciudad Victoria, Tamaulipas  | Eugenio Alvizo Porras                |
| Unión de Curtidores                        | León, Guanajuato             | La Martinica                         |
| Vaqueros de Ixtlán                         | Tonalá, Jalisco              | Unidad Deportiva Revolución Mexicana |

### Grupo 2
| Equipo                   | Ciudad                                  | Estadio                                   |
| ------------------------ | --------------------------------------- | ----------------------------------------- |
| Ballenas Galeana Morelos | Xochitepec, Morelos                     | Mariano Matamoros                         |
| Cruz Azul Jasso          | Ciudad Cooperativa Cruz Azul, Hidalgo   | 10 de diciembre                           |
| Cuautitlán               | Cuautitlán, Estado de México            | Los Pinos                                 |
| Guerreros de Acapulco    | Acapulco, Guerrero                      | Unidad Deportiva Acapulco                 |
| Inter Playa del Carmen   | Playa del Carmen, Quintana Roo          | Mario Villanueva Madrid                   |
| C.D. Lozaro              | Oaxtepec, Morelos                       | Olímpico del Centro Vacacional IMSS       |
| Ocelotes UNACH           | Tapachula, Chiapas                      | Olímpico de Tapachula                     |
| Orizaba                  | Orizaba, Veracruz                       | Socum                                     |
| Patriotas de Córdoba     | Córdoba, Veracruz                       | Rafael Murillo Vidal                      |
| Potros UAEM              | Toluca, Estado de México                | Universitario Alberto "Chivo" Córdoba     |
| Querétaro F.C. "B"       | Santiago de Querétaro, Querétaro        | Corregidora                               |
| San Miguel Caudillos     | San Miguel de Allende, Guanajuato       | José María 'Capi' Correa                  |
| Tecamachalco             | Ciudad Nezahualcóyotl, Estado de México | Universidad Tecnológica de Nezahualcóyotl |
| Tiburones Rojos "B"      | Boca del Río, Veracruz                  | Luis Pirata Fuente                        |
| Titanes de Tulancingo    | Tulancingo, Hidalgo                     | Primero de Mayo                           |

## Grupos

### Grupo 1
| Pos. | Equipo                            | Pts. | PJ | G  | E | P  | GF | GC | Dif. | Clasificación       |
| ---- | --------------------------------- | ---- | -- | -- | - | -- | -- | -- | ---- | ------------------- |
| 1    | Chivas Rayadas                    | 39   | 14 | 10 | 3 | 1  | 27 | 6  | +21  | Liguilla de ascenso |
| 2    | Deportivo de los Altos            | 34   | 14 | 7  | 7 | 0  | 34 | 12 | +22  | Liguilla de ascenso |
| 3    | Deportivo Guamúchil               | 30   | 14 | 7  | 5 | 2  | 26 | 9  | +17  | Liguilla de ascenso |
| 4    | Loros de la Universidad de Colima | 30   | 14 | 8  | 3 | 3  | 22 | 15 | +7   | Liguilla de ascenso |
| 5    | Unión de Curtidores               | 28   | 14 | 7  | 5 | 2  | 16 | 13 | +3   | Liguilla de ascenso |
| 6    | Deportivo Tepic                   | 23   | 14 | 5  | 5 | 4  | 22 | 20 | +2   | Liguilla de ascenso |
| 7    | Tampico Madero                    | 21   | 14 | 4  | 5 | 5  | 20 | 20 | 0    | Liguilla de ascenso |
| 8    | Correcaminos de la UAT "B"        | 20   | 14 | 5  | 3 | 6  | 8  | 15 | −7   | Liguilla de ascenso |
| 9    | Dorados UACH                      | 19   | 14 | 5  | 3 | 6  | 24 | 17 | +7   |                     |
| 10   | F.C. Excélsior                    | 19   | 14 | 6  | 0 | 8  | 18 | 19 | −1   |                     |
| 11   | Vaqueros de Ixtlán                | 15   | 14 | 2  | 8 | 4  | 14 | 19 | −5   |                     |
| 12   | Águilas Reales de Zacatecas       | 15   | 14 | 2  | 5 | 7  | 10 | 20 | −10  |                     |
| 13   | Real Saltillo Soccer              | 15   | 14 | 2  | 5 | 7  | 15 | 33 | −18  |                     |
| 14   | Bravos de Nuevo Laredo            | 10   | 14 | 1  | 5 | 8  | 10 | 32 | −22  |                     |
| 15   | Cachorros de la U. de G.          | 9    | 14 | 2  | 2 | 10 | 12 | 28 | −16  |                     |

 Fuente: Segunda División FMF

### Grupo 2
| Pos. | Equipo                    | Pts. | PJ | G  | E | P  | GF | GC | Dif. | Clasificación       |
| ---- | ------------------------- | ---- | -- | -- | - | -- | -- | -- | ---- | ------------------- |
| 1    | Titanes de Tulancingo (C) | 39   | 14 | 11 | 3 | 0  | 29 | 7  | +22  | Liguilla de ascenso |
| 2    | Tecamachalco              | 29   | 14 | 6  | 5 | 3  | 22 | 13 | +9   | Liguilla de ascenso |
| 3    | Inter Playa del Carmen    | 29   | 14 | 9  | 1 | 4  | 25 | 17 | +8   | Liguilla de ascenso |
| 4    | Potros UAEM               | 29   | 14 | 6  | 5 | 3  | 22 | 17 | +5   | Liguilla de ascenso |
| 5    | Orizaba                   | 25   | 14 | 5  | 5 | 4  | 23 | 14 | +9   | Liguilla de ascenso |
| 6    | C.D. Lozaro               | 23   | 14 | 5  | 6 | 3  | 21 | 16 | +5   | Liguilla de ascenso |
| 7    | Ballenas Galeana Morelos  | 23   | 14 | 6  | 3 | 5  | 17 | 18 | −1   | Liguilla de ascenso |
| 8    | Cruz Azul Jasso           | 22   | 14 | 5  | 5 | 4  | 22 | 13 | +9   | Liguilla de ascenso |
| 9    | Guerreros de Acapulco     | 22   | 14 | 4  | 7 | 3  | 13 | 9  | +4   |                     |
| 10   | Cuautitlán                | 21   | 14 | 5  | 3 | 6  | 16 | 25 | −9   |                     |
| 11   | Ocelotes UNACH            | 20   | 14 | 4  | 4 | 6  | 21 | 24 | −3   |                     |
| 12   | Querétaro F.C. "B"        | 16   | 14 | 3  | 4 | 7  | 11 | 24 | −13  |                     |
| 13   | Tiburones Rojos "B"       | 12   | 14 | 3  | 2 | 9  | 16 | 32 | −16  |                     |
| 14   | San Miguel Caudillos      | 10   | 14 | 3  | 1 | 10 | 17 | 29 | −12  |                     |
| 15   | Patriotas de Córdoba      | 9    | 14 | 1  | 4 | 9  | 12 | 29 | −17  |                     |

 Fuente: Segunda División FMF

## Tabla General
| Pos. | Equipo                            | Pts. | PJ | G  | E | P  | GF | GC | Dif. | Clasificación       |
| ---- | --------------------------------- | ---- | -- | -- | - | -- | -- | -- | ---- | ------------------- |
| 1    | Titanes de Tulancingo (C)         | 39   | 14 | 11 | 3 | 0  | 29 | 7  | +22  | Liguilla de ascenso |
| 2    | Chivas Rayadas                    | 39   | 14 | 10 | 3 | 1  | 27 | 6  | +21  | Liguilla de ascenso |
| 3    | Deportivo de los Altos            | 34   | 14 | 7  | 7 | 0  | 34 | 12 | +22  | Liguilla de ascenso |
| 4    | Deportivo Guamúchil               | 30   | 14 | 7  | 5 | 2  | 26 | 9  | +17  | Liguilla de ascenso |
| 5    | Loros de la Universidad de Colima | 30   | 14 | 8  | 3 | 3  | 22 | 15 | +7   | Liguilla de ascenso |
| 6    | Tecamachalco                      | 29   | 14 | 6  | 5 | 3  | 22 | 13 | +9   | Liguilla de ascenso |
| 7    | Inter Playa del Carmen            | 29   | 14 | 9  | 1 | 4  | 25 | 17 | +8   | Liguilla de ascenso |
| 8    | Potros UAEM                       | 29   | 14 | 6  | 5 | 3  | 22 | 17 | +5   | Liguilla de ascenso |
| 9    | Unión de Curtidores               | 28   | 14 | 7  | 5 | 2  | 16 | 13 | +3   | Liguilla de ascenso |
| 10   | Orizaba                           | 25   | 14 | 5  | 5 | 4  | 23 | 14 | +9   | Liguilla de ascenso |
| 11   | C.D. Lozaro                       | 23   | 14 | 5  | 6 | 3  | 21 | 16 | +5   | Liguilla de ascenso |
| 12   | Deportivo Tepic                   | 23   | 14 | 5  | 5 | 4  | 22 | 20 | +2   | Liguilla de ascenso |
| 13   | Ballenas Galeana Morelos          | 23   | 14 | 6  | 3 | 5  | 17 | 18 | −1   | Liguilla de ascenso |
| 14   | Cruz Azul Jasso                   | 22   | 14 | 5  | 5 | 4  | 22 | 13 | +9   | Liguilla de ascenso |
| 15   | Guerreros de Acapulco             | 22   | 14 | 4  | 7 | 3  | 13 | 9  | +4   |                     |
| 16   | Tampico Madero                    | 21   | 14 | 4  | 5 | 5  | 20 | 20 | 0    | Liguilla de ascenso |
| 17   | Cuautitlán                        | 21   | 14 | 5  | 3 | 6  | 16 | 25 | −9   |                     |
| 18   | Ocelotes UNACH                    | 20   | 14 | 4  | 4 | 6  | 21 | 24 | −3   |                     |
| 19   | Correcaminos de la UAT "B"        | 20   | 14 | 5  | 3 | 6  | 8  | 15 | −7   | Liguilla de ascenso |
| 20   | Dorados UACH                      | 19   | 14 | 5  | 3 | 6  | 24 | 17 | +7   |                     |
| 21   | F.C. Excélsior                    | 19   | 14 | 6  | 0 | 8  | 18 | 19 | −1   |                     |
| 22   | Querétaro F.C. "B"                | 16   | 14 | 3  | 4 | 7  | 11 | 24 | −13  |                     |
| 23   | Vaqueros de Ixtlán                | 15   | 14 | 2  | 8 | 4  | 14 | 19 | −5   |                     |
| 24   | Águilas Reales de Zacatecas       | 15   | 14 | 2  | 5 | 7  | 10 | 20 | −10  |                     |
| 25   | Real Saltillo Soccer              | 15   | 14 | 2  | 5 | 7  | 15 | 33 | −18  |                     |
| 26   | Tiburones Rojos "B"               | 12   | 14 | 3  | 2 | 9  | 16 | 32 | −16  |                     |
| 27   | San Miguel Caudillos              | 10   | 14 | 3  | 1 | 10 | 17 | 29 | −12  |                     |
| 28   | Bravos de Nuevo Laredo            | 10   | 14 | 1  | 5 | 8  | 10 | 32 | −22  |                     |
| 29   | Cachorros de la U. de G.          | 9    | 14 | 2  | 2 | 10 | 12 | 28 | −16  |                     |
| 30   | Patriotas de Córdoba              | 9    | 14 | 1  | 4 | 9  | 12 | 29 | −17  |                     |

 Fuente: Segunda División FMF

## Torneo regular
| Jornada 1              | Jornada 1 | Jornada 1              | Jornada 1               | Jornada 1             | Jornada 1             | Jornada 1 | Jornada 1 | Jornada 1 | Jornada 1 | Jornada 1 |
| Grupo A                | Grupo A   | Grupo A                | Grupo A                 | Grupo A               | Grupo A               | Grupo A   | Grupo A   | Grupo A   | Grupo A   | Grupo A   |
| Local                  | Resultado | Visitante              | Estadio                 | Fecha                 | Hora                  |           |           |           |           |           |
| ---------------------- | --------- | ---------------------- | ----------------------- | --------------------- | --------------------- | --------- | --------- | --------- | --------- | --------- |
| Chivas Rayadas         | 4 - 0     | Unión de Curtidores    | Verde Valle             | 12 de agosto          | 17:00                 |           |           |           |           |           |
| Vaqueros de Ixtlán     | 3 - 3     | Real Saltillo Soccer   | Colegio Once México     | 12 de agosto          | 17:00                 |           |           |           |           |           |
| Bravos de Nuevo Laredo | 2 - 2     | Tampico Madero         | U.D. Benito Juárez      | 12 de agosto          | 19:15                 |           |           |           |           |           |
| Deportivo Tepic        | 3 - 1     | Loros de Colima        | Arena Cora              | 12 de agosto          | 20:30                 |           |           |           |           |           |
| Deportivo Guamúchil    | 4 - 0     | FC Excélsior           | Coloso del Dique        | 12 de agosto          | 21:05                 |           |           |           |           |           |
| Águilas Reales         | 0 - 1     | Correcaminos UAT "B"   | Francisco Villa         | 13 de agosto          | 16:00                 |           |           |           |           |           |
| Cachorros U. de G.     | 0 - 3     | Deportivo de los Altos | Jalisco                 | 14 de agosto          | 12:00                 |           |           |           |           |           |
| DESCANSO               | DESCANSO  | DESCANSO               | Dorados UACH            | Dorados UACH          | Dorados UACH          |           |           |           |           |           |
| Grupo B                |           |                        |                         |                       |                       |           |           |           |           |           |
| Local                  | Resultado | Visitante              | Estadio                 | Fecha                 | Hora                  |           |           |           |           |           |
| Cruz Azul Jasso        | 1 - 2     | San Miguel Caudillos   | 10 de diciembre         | 13 de agosto          | 11:00                 |           |           |           |           |           |
| Ocelotes UNACH         | 1 - 2     | Inter Playa            | Olímpico de Tapachula   | 13 de agosto          | 16:00                 |           |           |           |           |           |
| Ballenas Galeana       | 2 - 1     | CD Lozaro              | Mariano Matamoros       | 13 de agosto          | 16:00                 |           |           |           |           |           |
| Patriotas de Córdoba   | 3 - 4     | Titanes                | Rafael Murillo Vidal    | 13 de agosto          | 16:00                 |           |           |           |           |           |
| Potros UAEM            | 0 - 2     | Tecamachalco           | Alberto "Chivo" Córdoba | 13 de agosto          | 19:00                 |           |           |           |           |           |
| Tiburones Rojos "B"    | 2 - 5     | Orizaba                | Luis "Pirata" Fuente    | 14 de agosto          | 11:00                 |           |           |           |           |           |
| Cuautitlán             | 2 - 0     | Querétaro FC "B"       | Los Pinos               | 14 de agosto          | 16:00                 |           |           |           |           |           |
| DESCANSO               | DESCANSO  | DESCANSO               | Guerreros de Acapulco   | Guerreros de Acapulco | Guerreros de Acapulco |           |           |           |           |           |

| Jornada 2              | Jornada 2 | Jornada 2              | Jornada 2                        | Jornada 2            | Jornada 2            | Jornada 2 | Jornada 2 | Jornada 2 | Jornada 2 | Jornada 2 |
| Grupo A                | Grupo A   | Grupo A                | Grupo A                          | Grupo A              | Grupo A              | Grupo A   | Grupo A   | Grupo A   | Grupo A   | Grupo A   |
| Local                  | Resultado | Visitante              | Estadio                          | Fecha                | Hora                 |           |           |           |           |           |
| ---------------------- | --------- | ---------------------- | -------------------------------- | -------------------- | -------------------- | --------- | --------- | --------- | --------- | --------- |
| Correcaminos UAT "B"   | 1 - 0     | Deportivo Tepic        | Eugenio Alvizo Porras            | 19 de agosto         | 16:00                |           |           |           |           |           |
| Dorados UACH           | 1 - 2     | Deportivo Guamúchil    | Olímpico UACH                    | 19 de agosto         | 19:00                |           |           |           |           |           |
| Real Saltillo Soccer   | 0 - 0     | Águilas Reales         | Olímpico Francisco I. Madero     | 19 de agosto         | 19:30                |           |           |           |           |           |
| FC Excélsior           | 1 - 0     | Cachorros U. de G.     | Centro Deportivo Soriana         | 20 de agosto         | 11:00                |           |           |           |           |           |
| Deportivo de los Altos | 2 - 2     | Vaqueros de Ixtlán     | Las Ánimas                       | 20 de agosto         | 18:30                |           |           |           |           |           |
| Loros de Colima        | 0 - 0     | Chivas Rayadas         | Olímpico Universitario de Colima | 20 de agosto         | 20:00                |           |           |           |           |           |
| Unión de Curtidores    | 1 - 0     | Bravos de Nuevo Laredo | La Martinica                     | 21 de enero          | 12:00                |           |           |           |           |           |
| DESCANSO               | DESCANSO  | DESCANSO               | Tampico Madero                   | Tampico Madero       | Tampico Madero       |           |           |           |           |           |
| Grupo B                |           |                        |                                  |                      |                      |           |           |           |           |           |
| Local                  | Resultado | Visitante              | Estadio                          | Fecha                | Hora                 |           |           |           |           |           |
| Querétaro FC "B"       | 1 - 1     | Cruz Azul Jasso        | U.D. La Cañada                   | 19 de agosto         | 16:00                |           |           |           |           |           |
| Titanes                | 2 - 0     | Potros UAEM            | Primero de Mayo                  | 19 de agosto         | 16:00                |           |           |           |           |           |
| Inter Playa            | 1 - 0     | Guerreros de Acapulco  | Mario Villanueva Madrid          | 19 de agosto         | 19:00                |           |           |           |           |           |
| Tecamachalco           | 4 - 1     | Cuautitlán             | Neza 86                          | 20 de agosto         | 12:00                |           |           |           |           |           |
| CD Lozaro              | 3 - 1     | Ocelotes UNACH         | Centro Vacacional IMSS           | 20 de agosto         | 12:00                |           |           |           |           |           |
| Orizaba                | 1 - 2     | Ballenas Galeana       | Socum                            | 20 de agosto         | 12:00                |           |           |           |           |           |
| San Miguel Caudillos   | 3 - 1     | Tiburones Rojos "B"    | José María 'Capi' Correa         | 20 de agosto         | 16:00                |           |           |           |           |           |
| DESCANSO               | DESCANSO  | DESCANSO               | Patriotas de Córdoba             | Patriotas de Córdoba | Patriotas de Córdoba |           |           |           |           |           |

| Jornada 3              | Jornada 3 | Jornada 3              | Jornada 3                 | Jornada 3           | Jornada 3           | Jornada 3 | Jornada 3 | Jornada 3 | Jornada 3 | Jornada 3 |
| Grupo A                | Grupo A   | Grupo A                | Grupo A                   | Grupo A             | Grupo A             | Grupo A   | Grupo A   | Grupo A   | Grupo A   | Grupo A   |
| Local                  | Resultado | Visitante              | Estadio                   | Fecha               | Hora                |           |           |           |           |           |
| ---------------------- | --------- | ---------------------- | ------------------------- | ------------------- | ------------------- | --------- | --------- | --------- | --------- | --------- |
| Correcaminos UAT "B"   | 1 - 1     | Real Saltillo Soccer   | Eugenio Alvizo Porras     | 26 de agosto        | 16:00               |           |           |           |           |           |
| Vaqueros de Ixtlán     | 2 - 0     | FC Excélsior           | Colegio Once México       | 26 de agosto        | 17:00               |           |           |           |           |           |
| Bravos de Nuevo Laredo | 2 - 5     | Loros de Colima        | U.D. Benito Juárez        | 26 de agosto        | 19:15               |           |           |           |           |           |
| Deportivo Tepic        | 1 - 3     | Chivas Rayadas         | Arena Cora                | 26 de agosto        | 20:30               |           |           |           |           |           |
| Deportivo Guamúchil    | 2 - 2     | Tampico Madero         | Coloso del Dique          | 26 de agosto        | 21:05               |           |           |           |           |           |
| Águilas Reales         | 1 - 1     | Deportivo de los Altos | Francisco Villa           | 27 de agosto        | 16:00               |           |           |           |           |           |
| Cachorros U. de G.     | 4 - 2     | Dorados UACH           | Jalisco                   | 28 de agosto        | 12:00               |           |           |           |           |           |
| DESCANSO               | DESCANSO  | DESCANSO               | Unión de Curtidores       | Unión de Curtidores | Unión de Curtidores |           |           |           |           |           |
| Grupo B                |           |                        |                           |                     |                     |           |           |           |           |           |
| Local                  | Resultado | Visitante              | Estadio                   | Fecha               | Hora                |           |           |           |           |           |
| Cruz Azul Jasso        | 2 - 1     | Tecamachalco           | 10 de diciembre           | 27 de agosto        | 11:00               |           |           |           |           |           |
| Ocelotes UNACH         | 3 - 3     | Orizaba                | Olímpico de Tapachula     | 27 de agosto        | 16:00               |           |           |           |           |           |
| Ballenas Galeana       | 3 - 2     | San Miguel Caudillos   | Mariano Matamoros         | 27 de agosto        | 16:00               |           |           |           |           |           |
| Patriotas de Córdoba   | 2 - 4     | Potros UAEM            | Rafael Murillo Vidal      | 27 de agosto        | 16:00               |           |           |           |           |           |
| Guerreros de Acapulco  | 1 - 0     | CD Lozaro              | Unidad Deportiva Acapulco | 27 de agosto        | 17:00               |           |           |           |           |           |
| Tiburones Rojos "B"    | 3 - 0     | Querétaro FC "B"       | Luis "Pirata" Fuente      | 28 de agosto        | 10:00               |           |           |           |           |           |
| Cuautitlán             | 0 - 4     | Titanes                | Los Pinos                 | 28 de agosto        | 16:00               |           |           |           |           |           |
| DESCANSO               | DESCANSO  | DESCANSO               | Inter Playa               | Inter Playa         | Inter Playa         |           |           |           |           |           |

| Jornada 4              | Jornada 4 | Jornada 4              | Jornada 4                    | Jornada 4       | Jornada 4       | Jornada 4 | Jornada 4 | Jornada 4 | Jornada 4 | Jornada 4 |
| Grupo A                | Grupo A   | Grupo A                | Grupo A                      | Grupo A         | Grupo A         | Grupo A   | Grupo A   | Grupo A   | Grupo A   | Grupo A   |
| Local                  | Resultado | Visitante              | Estadio                      | Fecha           | Hora            |           |           |           |           |           |
| ---------------------- | --------- | ---------------------- | ---------------------------- | --------------- | --------------- | --------- | --------- | --------- | --------- | --------- |
| Dorados UACH           | 5 - 0     | Vaqueros de Ixtlán     | Olímpico UACH                | 2 de septiembre | 19:00           |           |           |           |           |           |
| Real Saltillo Soccer   | 1 - 0     | Deportivo Tepic        | Olímpico Francisco I. Madero | 2 de septiembre | 19:30           |           |           |           |           |           |
| Unión de Curtidores    | 2 - 1     | Deportivo Guamúchil    | La Martinica                 | 2 de septiembre | 20:30           |           |           |           |           |           |
| FC Excélsior           | 5 - 1     | Águilas Reales         | Centro Deportivo Soriana     | 3 de septiembre | 11:00           |           |           |           |           |           |
| Chivas Rayadas         | 3 - 1     | Bravos de Nuevo Laredo | Jalisco                      | 3 de septiembre | 12:00           |           |           |           |           |           |
| Deportivo de los Altos | 3 - 0     | Correcaminos UAT "B"   | Las Ánimas                   | 3 de septiembre | 18:30           |           |           |           |           |           |
| Tampico Madero         | 2 - 0     | Cachorros U. de G.     | Tamaulipas                   | 3 de septiembre | 19:00           |           |           |           |           |           |
| DESCANSO               | DESCANSO  | DESCANSO               | Loros de Colima              | Loros de Colima | Loros de Colima |           |           |           |           |           |
| Grupo B                |           |                        |                              |                 |                 |           |           |           |           |           |
| Local                  | Resultado | Visitante              | Estadio                      | Fecha           | Hora            |           |           |           |           |           |
| Querétaro FC "B"       | 1 - 3     | Ballenas Galeana       | U.D. La Cañada               | 2 de septiembre | 16:00           |           |           |           |           |           |
| Titanes                | 1 - 1     | Cruz Azul Jasso        | Primero de Mayo              | 2 de septiembre | 16:00           |           |           |           |           |           |
| Inter Playa            | 2 - 1     | Patriotas de Córdoba   | Mario Villanueva Madrid      | 2 de septiembre | 19:00           |           |           |           |           |           |
| Tecamachalco           | 3 - 0     | Tiburones Rojos "B"    | Neza 86                      | 3 de septiembre | 12:00           |           |           |           |           |           |
| Orizaba                | 1 - 1     | Guerreros de Acapulco  | Socum                        | 3 de septiembre | 12:00           |           |           |           |           |           |
| San Miguel Caudillos   | 1 - 1     | Ocelotes UNACH         | José María 'Capi' Correa     | 3 de septiembre | 16:00           |           |           |           |           |           |
| Potros UAEM            | 2 - 2     | Cuautitlán             | Alberto "Chivo" Córdoba      | 3 de septiembre | 19:00           |           |           |           |           |           |
| DESCANSO               | DESCANSO  | DESCANSO               | CD Lozaro                    | CD Lozaro       | CD Lozaro       |           |           |           |           |           |

| Jornada 5             | Jornada 5 | Jornada 5              | Jornada 5                    | Jornada 5        | Jornada 5      | Jornada 5 | Jornada 5 | Jornada 5 | Jornada 5 | Jornada 5 |
| Grupo A               | Grupo A   | Grupo A                | Grupo A                      | Grupo A          | Grupo A        | Grupo A   | Grupo A   | Grupo A   | Grupo A   | Grupo A   |
| Local                 | Resultado | Visitante              | Estadio                      | Fecha            | Hora           |           |           |           |           |           |
| --------------------- | --------- | ---------------------- | ---------------------------- | ---------------- | -------------- | --------- | --------- | --------- | --------- | --------- |
| Correcaminos UAT "B"  | 0 - 3     | FC Excélsior           | Eugenio Alvizo Porras        | 9 de septiembre  | 16:00          |           |           |           |           |           |
| Vaqueros de Ixtlán    | 1 - 1     | Tampico Madero         | U.D. Revolución Mexicana     | 9 de septiembre  | 18:00          |           |           |           |           |           |
| Real Saltillo Soccer  | 0 - 5     | Deportivo de los Altos | Olímpico Francisco I. Madero | 9 de septiembre  | 19:30          |           |           |           |           |           |
| Deportivo Tepic       | 0 - 0     | Bravos de Nuevo Laredo | Arena Cora                   | 9 de septiembre  | 20:30          |           |           |           |           |           |
| Deportivo Guamúchil   | 2 - 0     | Loros de Colima        | Coloso del Dique             | 9 de septiembre  | 21:05          |           |           |           |           |           |
| Águilas Reales        | 1 - 1     | Dorados UACH           | Francisco Villa              | 10 de septiembre | 16:00          |           |           |           |           |           |
| Cachorros U. de G.    | 0 - 0     | Unión de Curtidores    | Jalisco                      | 11 de septiembre | 12:00          |           |           |           |           |           |
| DESCANSO              | DESCANSO  | DESCANSO               | Chivas Rayadas               | Chivas Rayadas   | Chivas Rayadas |           |           |           |           |           |
| Grupo B               |           |                        |                              |                  |                |           |           |           |           |           |
| Local                 | Resultado | Visitante              | Estadio                      | Fecha            | Hora           |           |           |           |           |           |
| Inter Playa           | 1 - 2     | CD Lozaro              | Mario Villanueva Madrid      | 9 de septiembre  | 19:00          |           |           |           |           |           |
| Cruz Azul Jasso       | 0 - 0     | Potros UAEM            | 10 de diciembre              | 10 de septiembre | 11:00          |           |           |           |           |           |
| Ocelotes UNACH        | 4 - 1     | Querétaro FC "B"       | Olímpico de Tapachula        | 10 de septiembre | 16:00          |           |           |           |           |           |
| Ballenas Galeana      | 0 - 2     | Tecamachalco           | Mariano Matamoros            | 10 de septiembre | 16:00          |           |           |           |           |           |
| Patriotas de Córdoba  | 1 - 1     | Cuautitlán             | Rafael Murillo Vidal         | 10 de septiembre | 16:00          |           |           |           |           |           |
| Guerreros de Acapulco | 3 - 0     | San Miguel Caudillos   | Unidad Deportiva Acapulco    | 10 de septiembre | 17:00          |           |           |           |           |           |
| Tiburones Rojos "B"   | 1 - 2     | Titanes                | Luis "Pirata" Fuente         | 11 de septiembre | 10:00          |           |           |           |           |           |
| DESCANSO              | DESCANSO  | DESCANSO               | Orizaba                      | Orizaba          | Orizaba        |           |           |           |           |           |

| Jornada 6              | Jornada 6 | Jornada 6             | Jornada 6                        | Jornada 6              | Jornada 6              | Jornada 6 | Jornada 6 | Jornada 6 | Jornada 6 | Jornada 6 |
| Grupo A                | Grupo A   | Grupo A               | Grupo A                          | Grupo A                | Grupo A                | Grupo A   | Grupo A   | Grupo A   | Grupo A   | Grupo A   |
| Local                  | Resultado | Visitante             | Estadio                          | Fecha                  | Hora                   |           |           |           |           |           |
| ---------------------- | --------- | --------------------- | -------------------------------- | ---------------------- | ---------------------- | --------- | --------- | --------- | --------- | --------- |
| Chivas Rayadas         | 1 - 0     | Deportivo Guamúchil   | Jalisco                          | 16 de septiembre       | 12:00                  |           |           |           |           |           |
| Dorados UACH           | 3 - 0     | Correcaminos UAT "B"  | Olímpico UACH                    | 16 de septiembre       | 19:00                  |           |           |           |           |           |
| Unión de Curtidores    | 1 - 1     | Vaqueros de Ixtlán    | La Martinica                     | 16 de septiembre       | 20:30                  |           |           |           |           |           |
| FC Excélsior           | 3 - 0     | Real Saltillo Soccer  | Centro Deportivo Soriana         | 17 de septiembre       | 11:00                  |           |           |           |           |           |
| Deportivo de los Altos | 4 - 1     | Deportivo Tepic       | Las Ánimas                       | 17 de septiembre       | 18:30                  |           |           |           |           |           |
| Tampico Madero         | 2 - 1     | Águilas Reales        | Tamaulipas                       | 17 de septiembre       | 19:00                  |           |           |           |           |           |
| Loros de Colima        | 1 - 0     | Cachorros U. de G.    | Olímpico Universitario de Colima | 17 de septiembre       | 20:00                  |           |           |           |           |           |
| DESCANSO               | DESCANSO  | DESCANSO              | Bravos de Nuevo Laredo           | Bravos de Nuevo Laredo | Bravos de Nuevo Laredo |           |           |           |           |           |
| Grupo B                |           |                       |                                  |                        |                        |           |           |           |           |           |
| Local                  | Resultado | Visitante             | Estadio                          | Fecha                  | Hora                   |           |           |           |           |           |
| Querétaro FC "B"       | 2 - 2     | Guerreros de Acapulco | U.D. La Cañada                   | 16 de septiembre       | 16:00                  |           |           |           |           |           |
| Titanes                | 1 - 0     | Ballenas Galeana      | Primero de Mayo                  | 16 de septiembre       | 16:00                  |           |           |           |           |           |
| Tecamachalco           | 0 - 0     | Ocelotes UNACH        | Neza 86                          | 17 de septiembre       | 16:00                  |           |           |           |           |           |
| CD Lozaro              | 0 - 0     | Patriotas de Córdoba  | Centro Vacacional IMSS           | 17 de septiembre       | 16:00                  |           |           |           |           |           |
| Orizaba                | 1 - 0     | Inter Playa           | Socum                            | 17 de septiembre       | 16:00                  |           |           |           |           |           |
| Potros UAEM            | 3 - 0     | Tiburones Rojos "B"   | Alberto "Chivo" Córdoba          | 17 de septiembre       | 19:00                  |           |           |           |           |           |
| Cuautitlán             | 1 - 0     | Cruz Azul Jasso       | Los Pinos                        | 18 de septiembre       | 16:00                  |           |           |           |           |           |
| DESCANSO               | DESCANSO  | DESCANSO              | San Miguel Caudillos             | San Miguel Caudillos   | San Miguel Caudillos   |           |           |           |           |           |

| Jornada 7              | Jornada 7 | Jornada 7              | Jornada 7                    | Jornada 7        | Jornada 7        | Jornada 7 | Jornada 7 | Jornada 7 | Jornada 7 | Jornada 7 |
| Grupo A                | Grupo A   | Grupo A                | Grupo A                      | Grupo A          | Grupo A          | Grupo A   | Grupo A   | Grupo A   | Grupo A   | Grupo A   |
| Local                  | Resultado | Visitante              | Estadio                      | Fecha            | Hora             |           |           |           |           |           |
| ---------------------- | --------- | ---------------------- | ---------------------------- | ---------------- | ---------------- | --------- | --------- | --------- | --------- | --------- |
| Correcaminos UAT "B"   | 1 - 0     | Tampico Madero         | Eugenio Alvizo Porras        | 23 de septiembre | 16:00            |           |           |           |           |           |
| Vaqueros de Ixtlán     | 0 - 1     | Loros de Colima        | U.D. Revolución Mexicana     | 23 de septiembre | 18:00            |           |           |           |           |           |
| Real Saltillo Soccer   | 0 - 3     | Dorados UACH           | Olímpico Francisco I. Madero | 23 de septiembre | 19:30            |           |           |           |           |           |
| Deportivo Guamúchil    | 5 - 0     | Bravos de Nuevo Laredo | Coloso del Dique             | 23 de septiembre | 21:05            |           |           |           |           |           |
| Águilas Reales         | 1 - 1     | Unión de Curtidores    | Francisco Villa              | 24 de septiembre | 16:00            |           |           |           |           |           |
| Deportivo de los Altos | 3 - 2     | FC Excélsior           | Las Ánimas                   | 24 de septiembre | 18:30            |           |           |           |           |           |
| Cachorros U. de G.     | 2 - 1     | Chivas Rayadas         | Jalisco                      | 25 de septiembre | 12:00            |           |           |           |           |           |
| DESCANSO               | DESCANSO  | DESCANSO               | Deportivo Tepic              | Deportivo Tepic  | Deportivo Tepic  |           |           |           |           |           |
| Grupo B                |           |                        |                              |                  |                  |           |           |           |           |           |
| Local                  | Resultado | Visitante              | Estadio                      | Fecha            | Hora             |           |           |           |           |           |
| Inter Playa            | 4 - 1     | San Miguel Caudillos   | Mario Villanueva Madrid      | 23 de septiembre | 19:00            |           |           |           |           |           |
| Tecamachalco           | 0 - 0     | Guerreros de Acapulco  | Alberto Pérez Navarro        | 24 de septiembre | 11:00            |           |           |           |           |           |
| CD Lozaro              | 0 - 0     | Orizaba                | Centro Vacacional IMSS       | 24 de septiembre | 12:00            |           |           |           |           |           |
| Ocelotes UNACH         | 0 - 2     | Titanes                | Olímpico de Tapachula        | 24 de septiembre | 16:00            |           |           |           |           |           |
| Ballenas Galeana       | 0 - 2     | Potros UAEM            | Mariano Matamoros            | 24 de septiembre | 16:00            |           |           |           |           |           |
| Patriotas de Córdoba   | 2 - 1     | Cruz Azul Jasso        | Rafael Murillo Vidal         | 24 de septiembre | 16:00            |           |           |           |           |           |
| Tiburones Rojos "B"    | 2 - 1     | Cuautitlán             | Luis "Pirata" Fuente         | 25 de septiembre | 10:00            |           |           |           |           |           |
| DESCANSO               | DESCANSO  | DESCANSO               | Querétaro FC "B"             | Querétaro FC "B" | Querétaro FC "B" |           |           |           |           |           |

| Jornada 8              | Jornada 8 | Jornada 8              | Jornada 8                        | Jornada 8           | Jornada 8           | Jornada 8 | Jornada 8 | Jornada 8 | Jornada 8 | Jornada 8 |
| Grupo A                | Grupo A   | Grupo A                | Grupo A                          | Grupo A             | Grupo A             | Grupo A   | Grupo A   | Grupo A   | Grupo A   | Grupo A   |
| Local                  | Resultado | Visitante              | Estadio                          | Fecha               | Hora                |           |           |           |           |           |
| ---------------------- | --------- | ---------------------- | -------------------------------- | ------------------- | ------------------- | --------- | --------- | --------- | --------- | --------- |
| Chivas Rayadas         | 1 - 0     | Vaqueros de Ixtlán     | Verde Valle                      | 30 de septiembre    | 16:00               |           |           |           |           |           |
| Dorados UACH           | 1 - 2     | Deportivo de los Altos | Olímpico UACH                    | 30 de septiembre    | 19:00               |           |           |           |           |           |
| Bravos de Nuevo Laredo | 2 - 2     | Cachorros U. de G.     | U.D. Benito Juárez               | 30 de septiembre    | 19:15               |           |           |           |           |           |
| Unión de Curtidores    | 1 - 0     | Correcaminos UAT "B"   | La Martinica                     | 30 de septiembre    | 19:15               |           |           |           |           |           |
| FC Excélsior           | 1 - 2     | Deportivo Tepic        | Centro Deportivo Soriana         | 1 de octubre        | 11:00               |           |           |           |           |           |
| Tampico Madero         | 3 - 2     | Real Saltillo Soccer   | Tamaulipas                       | 1 de octubre        | 19:00               |           |           |           |           |           |
| Loros de Colima        | 3 - 1     | Águilas Reales         | Olímpico Universitario de Colima | 1 de octubre        | 20:00               |           |           |           |           |           |
| DESCANSO               | DESCANSO  | DESCANSO               | Deportivo Guamúchil              | Deportivo Guamúchil | Deportivo Guamúchil |           |           |           |           |           |
| Grupo B                |           |                        |                                  |                     |                     |           |           |           |           |           |
| Local                  | Resultado | Visitante              | Estadio                          | Fecha               | Hora                |           |           |           |           |           |
| Querétaro FC "B"       | 2 - 1     | Inter Playa            | U.D. La Cañada                   | 30 de septiembre    | 16:00               |           |           |           |           |           |
| Titanes                | 1 - 1     | Guerreros de Acapulco  | Primero de Mayo                  | 30 de septiembre    | 16:00               |           |           |           |           |           |
| Cruz Azul Jasso        | 5 - 0     | Tiburones Rojos "B"    | 10 de diciembre                  | 1 de octubre        | 11:00               |           |           |           |           |           |
| Orizaba                | 4 - 0     | Patriotas de Córdoba   | Socum                            | 1 de octubre        | 12:00               |           |           |           |           |           |
| San Miguel Caudillos   | 1 - 2     | CD Lozaro              | José María 'Capi' Correa         | 1 de octubre        | 16:00               |           |           |           |           |           |
| Potros UAEM            | 1 - 1     | Ocelotes UNACH         | Alberto "Chivo" Córdoba          | 1 de octubre        | 19:00               |           |           |           |           |           |
| Cuautitlán             | 1 - 1     | Ballenas Galeana       | Los Pinos                        | 2 de octubre        | 16:00               |           |           |           |           |           |
| DESCANSO               | DESCANSO  | DESCANSO               | Tecamachalco                     | Tecamachalco        | Tecamachalco        |           |           |           |           |           |

| Jornada 9              | Jornada 9 | Jornada 9              | Jornada 9                    | Jornada 9          | Jornada 9          | Jornada 9 | Jornada 9 | Jornada 9 | Jornada 9 | Jornada 9 |
| Grupo A                | Grupo A   | Grupo A                | Grupo A                      | Grupo A            | Grupo A            | Grupo A   | Grupo A   | Grupo A   | Grupo A   | Grupo A   |
| Local                  | Resultado | Visitante              | Estadio                      | Fecha              | Hora               |           |           |           |           |           |
| ---------------------- | --------- | ---------------------- | ---------------------------- | ------------------ | ------------------ | --------- | --------- | --------- | --------- | --------- |
| Correcaminos UAT "B"   | 0 - 1     | Loros de Colima        | Eugenio Alvizo Porras        | 7 de octubre       | 16:00              |           |           |           |           |           |
| Vaqueros de Ixtlán     | 1 - 1     | Bravos de Nuevo Laredo | U.D. Revolución Mexicana     | 7 de octubre       | 18:00              |           |           |           |           |           |
| Real Saltillo Soccer   | 2 - 2     | Unión de Curtidores    | Olímpico Francisco I. Madero | 7 de octubre       | 19:30              |           |           |           |           |           |
| Deportivo Tepic        | 1 - 1     | Deportivo Guamúchil    | Arena Cora                   | 7 de octubre       | 20:30              |           |           |           |           |           |
| FC Excélsior           | 0 - 2     | Dorados UACH           | Centro Deportivo Soriana     | 8 de octubre       | 11:00              |           |           |           |           |           |
| Águilas Reales         | 0 - 2     | Chivas Rayadas         | Francisco Villa              | 8 de octubre       | 16:00              |           |           |           |           |           |
| Deportivo de los Altos | 1 - 1     | Tampico Madero         | Las Ánimas                   | 8 de octubre       | 18:30              |           |           |           |           |           |
| DESCANSO               | DESCANSO  | DESCANSO               | Cachorros U. de G.           | Cachorros U. de G. | Cachorros U. de G. |           |           |           |           |           |
| Grupo B                |           |                        |                              |                    |                    |           |           |           |           |           |
| Local                  | Resultado | Visitante              | Estadio                      | Fecha              | Hora               |           |           |           |           |           |
| Inter Playa            | 2 - 2     | Tecamachalco           | Mario Villanueva Madrid      | 7 de octubre       | 19:00              |           |           |           |           |           |
| Orizaba                | 3 - 2     | San Miguel Caudillos   | Socum                        | 8 de octubre       | 12:00              |           |           |           |           |           |
| CD Lozaro              | 0 - 0     | Querétaro FC "B"       | Centro Vacacional IMSS       | 8 de octubre       | 12:00              |           |           |           |           |           |
| Ocelotes UNACH         | 2 - 3     | Cuautitlán             | Olímpico de Tapachula        | 8 de octubre       | 16:00              |           |           |           |           |           |
| Ballenas Galeana       | 0 - 0     | Cruz Azul Jasso        | Mariano Matamoros            | 8 de octubre       | 16:00              |           |           |           |           |           |
| Patriotas de Córdoba   | 1 - 2     | Tiburones Rojos "B"    | Rafael Murillo Vidal         | 8 de octubre       | 16:00              |           |           |           |           |           |
| Guerreros de Acapulco  | 1 - 2     | Potros UAEM            | Unidad Deportiva Acapulco    | 8 de octubre       | 17:00              |           |           |           |           |           |
| DESCANSO               | DESCANSO  | DESCANSO               | Titanes                      | Titanes            | Titanes            |           |           |           |           |           |

| Jornada 10             | Jornada 10 | Jornada 10             | Jornada 10                       | Jornada 10         | Jornada 10         | Jornada 10 | Jornada 10 | Jornada 10 | Jornada 10 | Jornada 10 |
| Grupo A                | Grupo A    | Grupo A                | Grupo A                          | Grupo A            | Grupo A            | Grupo A    | Grupo A    | Grupo A    | Grupo A    | Grupo A    |
| Local                  | Resultado  | Visitante              | Estadio                          | Fecha              | Hora               |            |            |            |            |            |
| ---------------------- | ---------- | ---------------------- | -------------------------------- | ------------------ | ------------------ | ---------- | ---------- | ---------- | ---------- | ---------- |
| Chivas Rayadas         | 1 - 1      | Correcaminos UAT "B"   | Verde Valle                      | 14 de octubre      | 16:00              |            |            |            |            |            |
| Dorados UACH           | 1 - 1      | Deportivo Tepic        | Olímpico UACH                    | 14 de octubre      | 19:00              |            |            |            |            |            |
| Bravos de Nuevo Laredo | 0 - 1      | Águilas Reales         | U.D. Benito Juárez               | 14 de octubre      | 19:15              |            |            |            |            |            |
| Unión de Curtidores    | 1 - 1      | Deportivo de los Altos | La Martinica                     | 14 de octubre      | 19:15              |            |            |            |            |            |
| Deportivo Guamúchil    | 4 - 0      | Cachorros U. de G.     | Coloso del Dique                 | 14 de octubre      | 20:05              |            |            |            |            |            |
| Tampico Madero         | 2 - 0      | FC Excélsior           | Tamaulipas                       | 15 de octubre      | 19:00              |            |            |            |            |            |
| Loros de Colima        | 3 - 1      | Real Saltillo Soccer   | Olímpico Universitario de Colima | 15 de octubre      | 20:00              |            |            |            |            |            |
| DESCANSO               | DESCANSO   | DESCANSO               | Vaqueros de Ixtlán               | Vaqueros de Ixtlán | Vaqueros de Ixtlán |            |            |            |            |            |
| Grupo B                |            |                        |                                  |                    |                    |            |            |            |            |            |
| Local                  | Resultado  | Visitante              | Estadio                          | Fecha              | Hora               |            |            |            |            |            |
| Querétaro FC "B"       | 2 - 1      | Orizaba                | U.D. La Cañada                   | 14 de octubre      | 16:00              |            |            |            |            |            |
| Titanes                | 5 - 0      | Inter Playa            | Primero de Mayo                  | 14 de octubre      | 16:00              |            |            |            |            |            |
| Cruz Azul Jasso        | 5 - 0      | Ocelotes UNACH         | 10 de diciembre                  | 15 de octubre      | 11:00              |            |            |            |            |            |
| Tecamachalco           | 2 - 3      | CD Lozaro              | Neza 86                          | 15 de octubre      | 12:00              |            |            |            |            |            |
| San Miguel Caudillos   | 4 - 1      | Patriotas de Córdoba   | José María 'Capi' Correa         | 15 de octubre      | 16:00              |            |            |            |            |            |
| Tiburones Rojos "B"    | 2 - 3      | Ballenas Galeana       | Luis "Pirata" Fuente             | 16 de octubre      | 10:00              |            |            |            |            |            |
| Cuautitlán             | 1 - 0      | Guerreros de Acapulco  | Los Pinos                        | 16 de octubre      | 16:00              |            |            |            |            |            |
| DESCANSO               | DESCANSO   | DESCANSO               | Potros UAEM                      | Potros UAEM        | Potros UAEM        |            |            |            |            |            |

| Jornada 11             | Jornada 11 | Jornada 11             | Jornada 11                   | Jornada 11     | Jornada 11     | Jornada 11 | Jornada 11 | Jornada 11 | Jornada 11 | Jornada 11 |
| Grupo A                | Grupo A    | Grupo A                | Grupo A                      | Grupo A        | Grupo A        | Grupo A    | Grupo A    | Grupo A    | Grupo A    | Grupo A    |
| Local                  | Resultado  | Visitante              | Estadio                      | Fecha          | Hora           |            |            |            |            |            |
| ---------------------- | ---------- | ---------------------- | ---------------------------- | -------------- | -------------- | ---------- | ---------- | ---------- | ---------- | ---------- |
| Correcaminos UAT "B"   | 0 - 1      | Bravos de Nuevo Laredo | Eugenio Alvizo Porras        | 21 de octubre  | 16:00          |            |            |            |            |            |
| Vaqueros de Ixtlán     | 1 - 1      | Deportivo Guamúchil    | U.D. Revolución Mexicana     | 21 de octubre  | 17:00          |            |            |            |            |            |
| Dorados UACH           | 2 - 1      | Tampico Madero         | Olímpico UACH                | 21 de octubre  | 19:00          |            |            |            |            |            |
| Real Saltillo Soccer   | 0 - 4      | Chivas Rayadas         | Olímpico Francisco I. Madero | 21 de octubre  | 19:30          |            |            |            |            |            |
| Deportivo Tepic        | 4 - 1      | Cachorros U. de G.     | Arena Cora                   | 21 de octubre  | 20:30          |            |            |            |            |            |
| FC Excélsior           | 0 - 1      | Unión de Curtidores    | Centro Deportivo Soriana     | 22 de octubre  | 11:00          |            |            |            |            |            |
| Deportivo de los Altos | 2 - 2      | Loros de Colima        | Las Ánimas                   | 22 de octubre  | 18:30          |            |            |            |            |            |
| DESCANSO               | DESCANSO   | DESCANSO               | Águilas Reales               | Águilas Reales | Águilas Reales |            |            |            |            |            |
| Grupo B                |            |                        |                              |                |                |            |            |            |            |            |
| Local                  | Resultado  | Visitante              | Estadio                      | Fecha          | Hora           |            |            |            |            |            |
| Inter Playa            | 4 - 0      | Potros UAEM            | Mario Villanueva Madrid      | 21 de octubre  | 19:00          |            |            |            |            |            |
| Orizaba                | 1 - 1      | Tecamachalco           | Socum                        | 22 de octubre  | 12:00          |            |            |            |            |            |
| CD Lozaro              | 1 - 1      | Titanes                | Centro Vacacional IMSS       | 22 de octubre  | 12:00          |            |            |            |            |            |
| San Miguel Caudillos   | 0 - 1      | Querétaro FC "B"       | José María 'Capi' Correa     | 22 de octubre  | 16:00          |            |            |            |            |            |
| Ocelotes UNACH         | 3 - 1      | Tiburones Rojos "B"    | Olímpico de Tapachula        | 22 de octubre  | 16:00          |            |            |            |            |            |
| Patriotas de Córdoba   | 0 - 1      | Ballenas Galeana       | Rafael Murillo Vidal         | 22 de octubre  | 16:00          |            |            |            |            |            |
| Guerreros de Acapulco  | 0 - 0      | Cruz Azul Jasso        | Unidad Deportiva Acapulco    | 22 de octubre  | 17:00          |            |            |            |            |            |
| DESCANSO               | DESCANSO   | DESCANSO               | Cuautitlán                   | Cuautitlán     | Cuautitlán     |            |            |            |            |            |

| Jornada 12             | Jornada 12 | Jornada 12             | Jornada 12                       | Jornada 12           | Jornada 12           | Jornada 12 | Jornada 12 | Jornada 12 | Jornada 12 | Jornada 12 |
| Grupo A                | Grupo A    | Grupo A                | Grupo A                          | Grupo A              | Grupo A              | Grupo A    | Grupo A    | Grupo A    | Grupo A    | Grupo A    |
| Local                  | Resultado  | Visitante              | Estadio                          | Fecha                | Hora                 |            |            |            |            |            |
| ---------------------- | ---------- | ---------------------- | -------------------------------- | -------------------- | -------------------- | ---------- | ---------- | ---------- | ---------- | ---------- |
| Chivas Rayadas         | 1 - 1      | Deportivo de los Altos | Verde Valle                      | 28 de octubre        | 16:00                |            |            |            |            |            |
| Bravos de Nuevo Laredo | 1 - 1      | Real Saltillo Soccer   | U.D. Benito Juárez               | 28 de octubre        | 19:15                |            |            |            |            |            |
| Unión de Curtidores    | 3 - 1      | Dorados UACH           | La Martinica                     | 28 de octubre        | 19:15                |            |            |            |            |            |
| Deportivo Guamúchil    | 1 - 0      | Águilas Reales         | Coloso del Dique                 | 28 de octubre        | 21:05                |            |            |            |            |            |
| Tampico Madero         | 3 - 3      | Deportivo Tepic        | Tamaulipas                       | 29 de octubre        | 19:00                |            |            |            |            |            |
| Loros de Colima        | 2 - 1      | FC Excélsior           | Olímpico Universitario de Colima | 29 de octubre        | 20:00                |            |            |            |            |            |
| Cachorros U. de G.     | 0 - 1      | Vaqueros de Ixtlán     | Jalisco                          | 30 de octubre        | 12:00                |            |            |            |            |            |
| DESCANSO               | DESCANSO   | DESCANSO               | Correcaminos UAT "B"             | Correcaminos UAT "B" | Correcaminos UAT "B" |            |            |            |            |            |
| Grupo B                |            |                        |                                  |                      |                      |            |            |            |            |            |
| Local                  | Resultado  | Visitante              | Estadio                          | Fecha                | Hora                 |            |            |            |            |            |
| Querétaro FC "B"       | 0 - 0      | Patriotas de Córdoba   | U.D. La Cañada                   | 28 de octubre        | 16:00                |            |            |            |            |            |
| Titanes                | 1 - 0      | Orizaba                | Primero de Mayo                  | 28 de octubre        | 16:00                |            |            |            |            |            |
| Tecamachalco           | 3 - 1      | San Miguel Caudillos   | Alberto Pérez Navarro            | 29 de octubre        | 12:00                |            |            |            |            |            |
| Ballenas Galeana       | 1 - 2      | Ocelotes UNACH         | Mariano Matamoros                | 29 de octubre        | 16:00                |            |            |            |            |            |
| Potros UAEM            | 2 - 2      | CD Lozaro              | Alberto "Chivo" Córdoba          | 29 de octubre        | 19:00                |            |            |            |            |            |
| Tiburones Rojos "B"    | 1 - 1      | Guerreros de Acapulco  | Luis "Pirata" Fuente             | 30 de octubre        | 10:00                |            |            |            |            |            |
| Cuautitlán             | 1 - 3      | Inter Playa            | Los Pinos                        | 30 de octubre        | 16:00                |            |            |            |            |            |
| DESCANSO               | DESCANSO   | DESCANSO               | Cruz Azul Jasso                  | Cruz Azul Jasso      | Cruz Azul Jasso      |            |            |            |            |            |

| Jornada 13             | Jornada 13 | Jornada 13             | Jornada 13                | Jornada 13           | Jornada 13           | Jornada 13 | Jornada 13 | Jornada 13 | Jornada 13 | Jornada 13 |
| Grupo A                | Grupo A    | Grupo A                | Grupo A                   | Grupo A              | Grupo A              | Grupo A    | Grupo A    | Grupo A    | Grupo A    | Grupo A    |
| Local                  | Resultado  | Visitante              | Estadio                   | Fecha                | Hora                 |            |            |            |            |            |
| ---------------------- | ---------- | ---------------------- | ------------------------- | -------------------- | -------------------- | ---------- | ---------- | ---------- | ---------- | ---------- |
| Correcaminos UAT "B"   | 0 - 0      | Deportivo Guamúchil    | Eugenio Alvizo Porras     | 4 de noviembre       | 16:00                |            |            |            |            |            |
| Dorados UACH           | 0 - 0      | Loros de Colima        | Olímpico UACH             | 4 de noviembre       | 19:00                |            |            |            |            |            |
| Deportivo Tepic        | 2 - 2      | Vaqueros de Ixtlán     | Arena Cora                | 4 de noviembre       | 20:30                |            |            |            |            |            |
| FC Excélsior           | 0 - 2      | Chivas Rayadas         | Centro Deportivo Soriana  | 5 de noviembre       | 11:00                |            |            |            |            |            |
| Águilas Reales         | 2 - 0      | Cachorros U. de G.     | Francisco Villa           | 5 de noviembre       | 16:00                |            |            |            |            |            |
| Deportivo de los Altos | 6 - 0      | Bravos de Nuevo Laredo | Las Ánimas                | 5 de noviembre       | 18:30                |            |            |            |            |            |
| Tampico Madero         | 0 - 1      | Unión de Curtidores    | Tamaulipas                | 5 de noviembre       | 19:00                |            |            |            |            |            |
| DESCANSO               | DESCANSO   | DESCANSO               | Real Saltillo Soccer      | Real Saltillo Soccer | Real Saltillo Soccer |            |            |            |            |            |
| Grupo B                |            |                        |                           |                      |                      |            |            |            |            |            |
| Local                  | Resultado  | Visitante              | Estadio                   | Fecha                | Hora                 |            |            |            |            |            |
| Querétaro FC "B"       | 0 - 1      | Tecamachalco           | U.D. La Cañada            | 4 de noviembre       | 16:00                |            |            |            |            |            |
| Inter Playa            | 2 - 1      | Cruz Azul Jasso        | Mario Villanueva Madrid   | 4 de noviembre       | 19:00                |            |            |            |            |            |
| Orizaba                | 0 - 0      | Potros UAEM            | Socum                     | 5 de noviembre       | 12:00                |            |            |            |            |            |
| CD Lozaro              | 3 - 0      | Cuautitlán             | Centro Vacacional IMSS    | 5 de noviembre       | 12:00                |            |            |            |            |            |
| Patriotas de Córdoba   | 0 - 3      | Ocelotes UNACH         | Rafael Murillo Vidal      | 5 de noviembre       | 15:00                |            |            |            |            |            |
| San Miguel Caudillos   | 1 - 2      | Titanes                | José María 'Capi' Correa  | 5 de noviembre       | 16:00                |            |            |            |            |            |
| Guerreros de Acapulco  | 1 - 1      | Ballenas Galeana       | Unidad Deportiva Acapulco | 5 de noviembre       | 17:00                |            |            |            |            |            |
| DESCANSO               | DESCANSO   | DESCANSO               | Tiburones Rojos "B"       | Tiburones Rojos "B"  | Tiburones Rojos "B"  |            |            |            |            |            |

| Jornada 14             | Jornada 14 | Jornada 14            | Jornada 14                       | Jornada 14             | Jornada 14             | Jornada 14 | Jornada 14 | Jornada 14 | Jornada 14 | Jornada 14 |
| Grupo A                | Grupo A    | Grupo A               | Grupo A                          | Grupo A                | Grupo A                | Grupo A    | Grupo A    | Grupo A    | Grupo A    | Grupo A    |
| Local                  | Resultado  | Visitante             | Estadio                          | Fecha                  | Hora                   |            |            |            |            |            |
| ---------------------- | ---------- | --------------------- | -------------------------------- | ---------------------- | ---------------------- | ---------- | ---------- | ---------- | ---------- | ---------- |
| Vaqueros de Ixtlán     | 0 - 0      | Águilas Reales        | U.D. Revolución Mexicana         | 11 de noviembre        | 17:00                  |            |            |            |            |            |
| Bravos de Nuevo Laredo | 0 - 1      | FC Excélsior          | U.D. Benito Juárez               | 11 de noviembre        | 19:15                  |            |            |            |            |            |
| Deportivo Tepic        | 1 - 0      | Unión de Curtidores   | Arena Cora                       | 11 de noviembre        | 20:30                  |            |            |            |            |            |
| Deportivo Guamúchil    | 3 - 1      | Real Saltillo Soccer  | Coloso del Dique                 | 11 de noviembre        | 21:05                  |            |            |            |            |            |
| Chivas Rayadas         | 2 - 0      | Dorados UACH          | Omnilife                         | 12 de noviembre        | 10:00                  |            |            |            |            |            |
| Loros de Colima        | 2 - 1      | Tampico Madero        | Olímpico Universitario de Colima | 12 de noviembre        | 20:00                  |            |            |            |            |            |
| Cachorros U. de G.     | 1 - 2      | Correcaminos UAT "B"  | Jalisco                          | 13 de noviembre        | 12:00                  |            |            |            |            |            |
| DESCANSO               | DESCANSO   | DESCANSO              | Deportivo de los Altos           | Deportivo de los Altos | Deportivo de los Altos |            |            |            |            |            |
| Grupo B                |            |                       |                                  |                        |                        |            |            |            |            |            |
| Local                  | Resultado  | Visitante             | Estadio                          | Fecha                  | Hora                   |            |            |            |            |            |
| Titanes                | 2 - 0      | Querétaro FC "B"      | Primero de Mayo                  | 11 de noviembre        | 16:00                  |            |            |            |            |            |
| Cruz Azul Jasso        | 4 - 3      | CD Lozaro             | 10 de diciembre                  | 12 de noviembre        | 11:00                  |            |            |            |            |            |
| Patriotas de Córdoba   | 1 - 1      | Tecamachalco          | Rafael Murillo Vidal             | 12 de noviembre        | 15:00                  |            |            |            |            |            |
| Ocelotes UNACH         | 0 - 1      | Guerreros de Acapulco | Olímpico de Tapachula            | 12 de noviembre        | 15:00                  |            |            |            |            |            |
| Potros UAEM            | 2 - 0      | San Miguel Caudillos  | Alberto "Chivo" Córdoba          | 12 de noviembre        | 19:00                  |            |            |            |            |            |
| Tiburones Rojos "B"    | 0 - 1      | Inter Playa           | Luis "Pirata" Fuente             | 13 de noviembre        | 10:00                  |            |            |            |            |            |
| Cuautitlán             | 0 - 3      | Orizaba               | Los Pinos                        | 13 de noviembre        | 16:00                  |            |            |            |            |            |
| DESCANSO               | DESCANSO   | DESCANSO              | Ballenas Galeana                 | Ballenas Galeana       | Ballenas Galeana       |            |            |            |            |            |

| Jornada 15             | Jornada 15 | Jornada 15             | Jornada 15                       | Jornada 15      | Jornada 15     | Jornada 15 | Jornada 15 | Jornada 15 | Jornada 15 | Jornada 15 |
| Grupo A                | Grupo A    | Grupo A                | Grupo A                          | Grupo A         | Grupo A        | Grupo A    | Grupo A    | Grupo A    | Grupo A    | Grupo A    |
| Local                  | Resultado  | Visitante              | Estadio                          | Fecha           | Hora           |            |            |            |            |            |
| ---------------------- | ---------- | ---------------------- | -------------------------------- | --------------- | -------------- | ---------- | ---------- | ---------- | ---------- | ---------- |
| Correcaminos UAT "B"   | 1 - 0      | Vaqueros de Ixtlán     | Eugenio Alvizo Porras            | 18 de noviembre | 19:00          |            |            |            |            |            |
| Dorados UACH           | 4 - 0      | Bravos de Nuevo Laredo | Olímpico UACH                    | 18 de noviembre | 19:00          |            |            |            |            |            |
| Unión de Curtidores    | 2 - 1      | Loros de Colima        | La Martinica                     | 18 de noviembre | 19:00          |            |            |            |            |            |
| Águilas Reales         | 1 - 3      | Deportivo Tepic        | Francisco Villa                  | 18 de noviembre | 19:00          |            |            |            |            |            |
| Deportivo de los Altos | 0 - 0      | Deportivo Guamúchil    | Las Ánimas                       | 18 de noviembre | 19:00          |            |            |            |            |            |
| Tampico Madero         | 0 - 2      | Chivas Rayadas         | Tamaulipas                       | 18 de noviembre | 19:00          |            |            |            |            |            |
| Real Saltillo Soccer   | 3 - 2      | Cachorros U. de G.     | Universidad Autónoma de Coahuila | 19 de noviembre | 16:00          |            |            |            |            |            |
| DESCANSO               | DESCANSO   | DESCANSO               | FC Excélsior                     | FC Excélsior    | FC Excélsior   |            |            |            |            |            |
| Grupo B                |            |                        |                                  |                 |                |            |            |            |            |            |
| Local                  | Resultado  | Visitante              | Estadio                          | Fecha           | Hora           |            |            |            |            |            |
| Querétaro FC "B"       | 1 - 4      | Potros UAEM            | U.D. La Cañada                   | 19 de noviembre | 15:00          |            |            |            |            |            |
| Inter Playa            | 2 - 0      | Ballenas Galeana       | Mario Villanueva Madrid          | 19 de noviembre | 15:00          |            |            |            |            |            |
| Tecamachalco           | 0 - 2      | Titanes                | Neza 86                          | 19 de noviembre | 15:00          |            |            |            |            |            |
| Orizaba                | 0 - 1      | Cruz Azul Jasso        | Socum                            | 19 de noviembre | 15:00          |            |            |            |            |            |
| CD Lozaro              | 1 - 1      | Tiburones Rojos "B"    | Centro Vacacional IMSS           | 19 de noviembre | 15:00          |            |            |            |            |            |
| San Miguel Caudillos   | 0 - 2      | Cuautitlán             | José María 'Capi' Correa         | 19 de noviembre | 15:00          |            |            |            |            |            |
| Guerreros de Acapulco  | 2 - 0      | Patriotas de Córdoba   | Unidad Deportiva Acapulco        | 19 de noviembre | 15:00          |            |            |            |            |            |
| DESCANSO               | DESCANSO   | DESCANSO               | Ocelotes UNACH                   | Ocelotes UNACH  | Ocelotes UNACH |            |            |            |            |            |

## Tabla de promedios
| Posición | Equipo                            | Puntos | Juegos | Cociente |
| -------- | --------------------------------- | ------ | ------ | -------- |
| 1.       | Titanes de Tulancingo             | 39     | 14     | 2.785    |
| 2.       | Chivas Rayadas                    | 39     | 14     | 2.785    |
| 3.       | Deportivo de los Altos            | 34     | 14     | 2.428    |
| 4.       | Deportivo Guamúchil               | 30     | 14     | 2.142    |
| 5.       | Loros de la Universidad de Colima | 30     | 14     | 2.142    |
| 6.       | Tecamachalco                      | 29     | 14     | 2.071    |
| 7.       | Inter Playa del Carmen            | 29     | 14     | 2.071    |
| 8.       | Potros U.A.E.M.                   | 29     | 14     | 2.071    |
| 9.       | Unión de Curtidores               | 28     | 14     | 2.000    |
| 10.      | Orizaba                           | 25     | 14     | 1.785    |
| 11.      | CD Lozaro                         | 23     | 14     | 1.642    |
| 12.      | Deportivo Tepic                   | 23     | 14     | 1.642    |
| 13.      | Ballenas Galeana                  | 23     | 14     | 1.642    |
| 14.      | Cruz Azul Jasso                   | 22     | 14     | 1.571    |
| 15.      | Guerreros de Acapulco             | 22     | 14     | 1.571    |
| 16.      | Tampico Madero                    | 21     | 14     | 1.500    |
| 17.      | Cuautitlán                        | 21     | 14     | 1.500    |
| 18.      | Ocelotes de la UNACH              | 20     | 14     | 1.428    |
| 19.      | Correcaminos de la UAT "B"        | 20     | 14     | 1.428    |
| 20.      | Universidad Autónoma de Chihuahua | 19     | 14     | 1.357    |
| 21.      | FC Excélsior                      | 19     | 14     | 1.357    |
| 22.      | Vaqueros de Ixtlán                | 16     | 14     | 1.142    |
| 23.      | Querétaro FC "B"                  | 16     | 14     | 1.142    |
| 24.      | Águilas Reales de Zacatecas       | 15     | 14     | 1.071    |
| 25.      | Real Saltillo Soccer              | 15     | 14     | 1.071    |
| 26.      | Tiburones Rojos "B"               | 12     | 14     | 0.857    |
| 27.      | San Miguel FC Caudillos           | 10     | 14     | 0.714    |
| 28.      | Bravos de Nuevo Laredo            | 10     | 14     | 0.714    |
| 29.      | Patriotas de Córdoba              | 9      | 14     | 0.642    |
| 30.      | Cachorros de la U. de G.          | 9      | 14     | 0.642    |

     Descienden a la Liga de Nuevos Talentos. Pero permanecen en la Liga Premier de Ascenso por motivos administrativos

## Liguilla
|  | Octavos de final                                         | Octavos de final                                         | Octavos de final                                         | Octavos de final                                         |   |   | Cuartos de final                                                   | Cuartos de final                                                   | Cuartos de final                                                   | Cuartos de final                                                   |  |   | Semifinales                                            | Semifinales                                            | Semifinales                                            | Semifinales                                            |  |   | Final                                          | Final                                          | Final                                          | Final                                          |  |
|  | 23 y 24 de noviembre (ida) 26 y 27 de noviembre (vuelta) | 23 y 24 de noviembre (ida) 26 y 27 de noviembre (vuelta) | 23 y 24 de noviembre (ida) 26 y 27 de noviembre (vuelta) | 23 y 24 de noviembre (ida) 26 y 27 de noviembre (vuelta) |   |   | 30 de noviembre y 1 de diciembre (ida) 3 y 4 de diciembre (vuelta) | 30 de noviembre y 1 de diciembre (ida) 3 y 4 de diciembre (vuelta) | 30 de noviembre y 1 de diciembre (ida) 3 y 4 de diciembre (vuelta) | 30 de noviembre y 1 de diciembre (ida) 3 y 4 de diciembre (vuelta) |  |   | 7 y 8 de diciembre (ida) 10 y 11 de diciembre (vuelta) | 7 y 8 de diciembre (ida) 10 y 11 de diciembre (vuelta) | 7 y 8 de diciembre (ida) 10 y 11 de diciembre (vuelta) | 7 y 8 de diciembre (ida) 10 y 11 de diciembre (vuelta) |  |   | 15 de diciembre (ida) 18 de diciembre (vuelta) | 15 de diciembre (ida) 18 de diciembre (vuelta) | 15 de diciembre (ida) 18 de diciembre (vuelta) | 15 de diciembre (ida) 18 de diciembre (vuelta) |  |
|  |                                                          |                                                          |                                                          |                                                          |   |   |                                                                    |                                                                    |                                                                    |                                                                    |  |   |                                                        |                                                        |                                                        |                                                        |  |   |                                                |                                                |                                                |                                                |  |
|  |                                                          |                                                          |                                                          |                                                          |   |   |                                                                    |                                                                    |                                                                    |                                                                    |  |   |                                                        |                                                        |                                                        |                                                        |  |   |                                                |                                                |                                                |                                                |  |
|  | 1                                                        | Titanes                                                  | 2                                                        | 6                                                        |   |   |                                                                    |                                                                    |                                                                    |                                                                    |  |   |                                                        |                                                        |                                                        |                                                        |  |   |                                                |                                                |                                                |                                                |  |
|  | 1                                                        | Titanes                                                  | 2                                                        | 6                                                        |   |   |                                                                    |                                                                    |                                                                    |                                                                    |  |   |                                                        |                                                        |                                                        |                                                        |  |   |                                                |                                                |                                                |                                                |  |
|  | 16                                                       | Correcaminos "B"                                         | 0                                                        | 0                                                        |   |   |                                                                    |                                                                    |                                                                    |                                                                    |  |   |                                                        |                                                        |                                                        |                                                        |  |   |                                                |                                                |                                                |                                                |  |
|  | 16                                                       | Correcaminos "B"                                         | 0                                                        | 0                                                        |   | 1 | Titanes                                                            | 2                                                                  | 5                                                                  |                                                                    |  |   |                                                        |                                                        |                                                        |                                                        |  |   |                                                |                                                |                                                |                                                |  |
|  |                                                          |                                                          |                                                          |                                                          |   | 1 | Titanes                                                            | 2                                                                  | 5                                                                  |                                                                    |  |   |                                                        |                                                        |                                                        |                                                        |  |   |                                                |                                                |                                                |                                                |  |
|  |                                                          |                                                          | 8                                                        | UAEM                                                     | 0 | 2 |                                                                    |                                                                    |                                                                    |                                                                    |  |   |                                                        |                                                        |                                                        |                                                        |  |   |                                                |                                                |                                                |                                                |  |
|  | 8                                                        | UAEM                                                     | 8                                                        | UAEM                                                     | 0 | 2 | 2                                                                  | 2                                                                  |                                                                    |                                                                    |  |   |                                                        |                                                        |                                                        |                                                        |  |   |                                                |                                                |                                                |                                                |  |
|  | 8                                                        | UAEM                                                     |                                                          |                                                          |   |   |                                                                    |                                                                    |                                                                    |                                                                    |  |   |                                                        |                                                        |                                                        |                                                        |  |   |                                                |                                                |                                                |                                                |  |
|  | 9                                                        | Unión de Curtidores                                      | 0                                                        | 2                                                        |   |   |                                                                    |                                                                    |                                                                    |                                                                    |  |   |                                                        |                                                        |                                                        |                                                        |  |   |                                                |                                                |                                                |                                                |  |
|  | 9                                                        | Unión de Curtidores                                      | 0                                                        | 2                                                        |   |   |                                                                    |                                                                    |                                                                    |                                                                    |  | 1 | Titanes                                                | 1                                                      | 4                                                      |                                                        |  |   |                                                |                                                |                                                |                                                |  |
|  |                                                          |                                                          |                                                          |                                                          |   |   |                                                                    |                                                                    |                                                                    |                                                                    |  | 1 | Titanes                                                | 1                                                      | 4                                                      |                                                        |  |   |                                                |                                                |                                                |                                                |  |
|  |                                                          |                                                          | 7                                                        | Inter Playa                                              | 2 | 0 |                                                                    |                                                                    |                                                                    |                                                                    |  |   |                                                        |                                                        |                                                        |                                                        |  |   |                                                |                                                |                                                |                                                |  |
|  | 2                                                        | Chivas Rayadas                                           | 7                                                        | Inter Playa                                              | 2 | 0 | 0                                                                  | 3                                                                  |                                                                    |                                                                    |  |   |                                                        |                                                        |                                                        |                                                        |  |   |                                                |                                                |                                                |                                                |  |
|  | 2                                                        | Chivas Rayadas                                           |                                                          |                                                          |   |   |                                                                    |                                                                    |                                                                    |                                                                    |  |   |                                                        |                                                        |                                                        |                                                        |  |   |                                                |                                                |                                                |                                                |  |
|  | 15                                                       | Tampico Madero                                           | 1                                                        | 1                                                        |   |   |                                                                    |                                                                    |                                                                    |                                                                    |  |   |                                                        |                                                        |                                                        |                                                        |  |   |                                                |                                                |                                                |                                                |  |
|  | 15                                                       | Tampico Madero                                           | 1                                                        | 1                                                        |   | 2 | Chivas Rayadas                                                     | 1                                                                  | 1                                                                  |                                                                    |  |   |                                                        |                                                        |                                                        |                                                        |  |   |                                                |                                                |                                                |                                                |  |
|  |                                                          |                                                          |                                                          |                                                          |   | 2 | Chivas Rayadas                                                     | 1                                                                  | 1                                                                  |                                                                    |  |   |                                                        |                                                        |                                                        |                                                        |  |   |                                                |                                                |                                                |                                                |  |
|  |                                                          |                                                          | 7                                                        | Inter Playa                                              | 3 | 1 |                                                                    |                                                                    |                                                                    |                                                                    |  |   |                                                        |                                                        |                                                        |                                                        |  |   |                                                |                                                |                                                |                                                |  |
|  | 7                                                        | Inter Playa (pt)                                         | 7                                                        | Inter Playa                                              | 3 | 1 | 2                                                                  | 0                                                                  |                                                                    |                                                                    |  |   |                                                        |                                                        |                                                        |                                                        |  |   |                                                |                                                |                                                |                                                |  |
|  | 7                                                        | Inter Playa (pt)                                         |                                                          |                                                          |   |   |                                                                    |                                                                    |                                                                    |                                                                    |  |   |                                                        |                                                        |                                                        |                                                        |  |   |                                                |                                                |                                                |                                                |  |
|  | 10                                                       | Orizaba                                                  | 0                                                        | 2                                                        |   |   |                                                                    |                                                                    |                                                                    |                                                                    |  |   |                                                        |                                                        |                                                        |                                                        |  |   |                                                |                                                |                                                |                                                |  |
|  | 10                                                       | Orizaba                                                  | 0                                                        | 2                                                        |   |   |                                                                    |                                                                    |                                                                    |                                                                    |  |   |                                                        |                                                        |                                                        |                                                        |  | 1 | Titanes                                        | 1                                              | 2                                              |                                                |  |
|  |                                                          |                                                          |                                                          |                                                          |   |   |                                                                    |                                                                    |                                                                    |                                                                    |  |   |                                                        |                                                        |                                                        |                                                        |  | 1 | Titanes                                        | 1                                              | 2                                              |                                                |  |
|  |                                                          |                                                          | 6                                                        | Tecamachalco                                             | 1 | 0 |                                                                    |                                                                    |                                                                    |                                                                    |  |   |                                                        |                                                        |                                                        |                                                        |  |   |                                                |                                                |                                                |                                                |  |
|  | 4                                                        | Murciélagos                                              | 6                                                        | Tecamachalco                                             | 1 | 0 | 2                                                                  | 2                                                                  |                                                                    |                                                                    |  |   |                                                        |                                                        |                                                        |                                                        |  |   |                                                |                                                |                                                |                                                |  |
|  | 4                                                        | Murciélagos                                              |                                                          |                                                          |   |   |                                                                    |                                                                    |                                                                    |                                                                    |  |   |                                                        |                                                        |                                                        |                                                        |  |   |                                                |                                                |                                                |                                                |  |
|  | 13                                                       | Ballenas Galeana                                         | 1                                                        | 1                                                        |   |   |                                                                    |                                                                    |                                                                    |                                                                    |  |   |                                                        |                                                        |                                                        |                                                        |  |   |                                                |                                                |                                                |                                                |  |
|  | 13                                                       | Ballenas Galeana                                         | 1                                                        | 1                                                        |   | 4 | Murciélagos                                                        | 3                                                                  | 0                                                                  |                                                                    |  |   |                                                        |                                                        |                                                        |                                                        |  |   |                                                |                                                |                                                |                                                |  |
|  |                                                          |                                                          |                                                          |                                                          |   | 4 | Murciélagos                                                        | 3                                                                  | 0                                                                  |                                                                    |  |   |                                                        |                                                        |                                                        |                                                        |  |   |                                                |                                                |                                                |                                                |  |
|  |                                                          |                                                          | 5                                                        | Loros de Colima                                          | 4 | 1 |                                                                    |                                                                    |                                                                    |                                                                    |  |   |                                                        |                                                        |                                                        |                                                        |  |   |                                                |                                                |                                                |                                                |  |
|  | 5                                                        | Loros de Colima                                          | 5                                                        | Loros de Colima                                          | 4 | 1 | 1                                                                  | 2                                                                  |                                                                    |                                                                    |  |   |                                                        |                                                        |                                                        |                                                        |  |   |                                                |                                                |                                                |                                                |  |
|  | 5                                                        | Loros de Colima                                          |                                                          |                                                          |   |   |                                                                    |                                                                    |                                                                    |                                                                    |  |   |                                                        |                                                        |                                                        |                                                        |  |   |                                                |                                                |                                                |                                                |  |
|  | 12                                                       | Deportivo Tepic                                          | 0                                                        | 0                                                        |   |   |                                                                    |                                                                    |                                                                    |                                                                    |  |   |                                                        |                                                        |                                                        |                                                        |  |   |                                                |                                                |                                                |                                                |  |
|  | 12                                                       | Deportivo Tepic                                          | 0                                                        | 0                                                        |   |   |                                                                    |                                                                    |                                                                    |                                                                    |  | 5 | Loros de Colima                                        | 1                                                      | 1                                                      |                                                        |  |   |                                                |                                                |                                                |                                                |  |
|  |                                                          |                                                          |                                                          |                                                          |   |   |                                                                    |                                                                    |                                                                    |                                                                    |  | 5 | Loros de Colima                                        | 1                                                      | 1                                                      |                                                        |  |   |                                                |                                                |                                                |                                                |  |
|  |                                                          |                                                          | 6                                                        | Tecamachalco                                             | 2 | 2 |                                                                    |                                                                    |                                                                    |                                                                    |  |   |                                                        |                                                        |                                                        |                                                        |  |   |                                                |                                                |                                                |                                                |  |
|  | 3                                                        | Los Altos (pt)                                           | 6                                                        | Tecamachalco                                             | 2 | 2 | 0                                                                  | 1                                                                  |                                                                    |                                                                    |  |   |                                                        |                                                        |                                                        |                                                        |  |   |                                                |                                                |                                                |                                                |  |
|  | 3                                                        | Los Altos (pt)                                           |                                                          |                                                          |   |   |                                                                    |                                                                    |                                                                    |                                                                    |  |   |                                                        |                                                        |                                                        |                                                        |  |   |                                                |                                                |                                                |                                                |  |
|  | 14                                                       | Cruz Azul Jasso                                          | 1                                                        | 0                                                        |   |   |                                                                    |                                                                    |                                                                    |                                                                    |  |   |                                                        |                                                        |                                                        |                                                        |  |   |                                                |                                                |                                                |                                                |  |
|  | 14                                                       | Cruz Azul Jasso                                          | 1                                                        | 0                                                        |   | 3 | Los Altos                                                          | 0                                                                  | 0                                                                  |                                                                    |  |   |                                                        |                                                        |                                                        |                                                        |  |   |                                                |                                                |                                                |                                                |  |
|  |                                                          |                                                          |                                                          |                                                          |   | 3 | Los Altos                                                          | 0                                                                  | 0                                                                  |                                                                    |  |   |                                                        |                                                        |                                                        |                                                        |  |   |                                                |                                                |                                                |                                                |  |
|  |                                                          |                                                          | 6                                                        | Tecamachalco                                             | 1 | 1 |                                                                    |                                                                    |                                                                    |                                                                    |  |   |                                                        |                                                        |                                                        |                                                        |  |   |                                                |                                                |                                                |                                                |  |
|  | 6                                                        | Tecamachalco                                             | 6                                                        | Tecamachalco                                             | 1 | 1 | 1                                                                  | 3                                                                  |                                                                    |                                                                    |  |   |                                                        |                                                        |                                                        |                                                        |  |   |                                                |                                                |                                                |                                                |  |
|  | 6                                                        | Tecamachalco                                             |                                                          |                                                          |   |   |                                                                    |                                                                    |                                                                    |                                                                    |  |   |                                                        |                                                        |                                                        |                                                        |  |   |                                                |                                                |                                                |                                                |  |
|  | 11                                                       | CD Lozaro                                                | 2                                                        | 1                                                        |   |   |                                                                    |                                                                    |                                                                    |                                                                    |  |   |                                                        |                                                        |                                                        |                                                        |  |   |                                                |                                                |                                                |                                                |  |
|  | 11                                                       | CD Lozaro                                                | 2                                                        | 1                                                        |   |   |                                                                    |                                                                    |                                                                    |                                                                    |  |   |                                                        |                                                        |                                                        |                                                        |  |   |                                                |                                                |                                                |                                                |  |
|  |                                                          |                                                          |                                                          |                                                          |   |   |                                                                    |                                                                    |                                                                    |                                                                    |  |   |                                                        |                                                        |                                                        |                                                        |  |   |                                                |                                                |                                                |                                                |  |

(pt) Avanza por mejor posición en la Tabla General

### Octavos de final
| 24 de noviembre, 19:00 | Correcaminos "B" | 0:2 (0:0) | Titanes                        | Estadio Prof. Eugenio Alvizo Porras, Ciudad Victoria             |                                                                  |
|                        |                  | Reporte   | C. Castillo 54' · R. Meráz 57' | Asistencia: 250 espectadores Árbitro(s): Rodrigo Cervantes Muñóz | Asistencia: 250 espectadores Árbitro(s): Rodrigo Cervantes Muñóz |

| 27 de noviembre, 12:00                                        | Titanes                                                | 6:0 (4:0) | Correcaminos "B" | Estadio Primero de Mayo, Tulancingo                                        |                                                                            |
|                                                               | R. Meráz 6', 14' · F. Cortés 28' · H. Beltrán 38', 68' | Reporte   |                  | Asistencia: 1,000 espectadores Árbitro(s): Marco Antonio Hernández Ramírez | Asistencia: 1,000 espectadores Árbitro(s): Marco Antonio Hernández Ramírez |
| Con marcador global de 8-0, Titanes avanzó a Cuartos de Final |                                                        |           |                  |                                                                            |                                                                            |

| 23 de noviembre, 19:15 | Unión de Curtidores | 0:2 (0:0) | UAEM                  | Estadio La Martinica, León                                            |                                                                       |
|                        |                     | Reporte   | J. Maldonado 66', 75' | Asistencia: 500 espectadores Árbitro(s): César Alfredo Venegas García | Asistencia: 500 espectadores Árbitro(s): César Alfredo Venegas García |

| 26 de noviembre, 12:00                                     | UAEM                               | 2:2 (1:1) | Unión de Curtidores        | Estadio Alberto "Chivo" Córdoba, Toluca                               |                                                                       |
|                                                            | J. Alvarado 15' · J. Maldonado 52' | Reporte   | J. Ayala 6' · M. Gómez 57' | Asistencia: 500 espectadores Árbitro(s): Julio César Mondragón Robles | Asistencia: 500 espectadores Árbitro(s): Julio César Mondragón Robles |
| Con marcador global de 4-2, UAEM avanzó a Cuartos de Final |                                    |           |                            |                                                                       |                                                                       |

| 23 de noviembre, 20:30 | Tampico Madero    | 1:0 (0:0) | Chivas Rayadas | Estadio Tamaulipas, Tampico - Ciudad Madero                         |                                                                     |
|                        | S. Céspedes 90+3' | Reporte   |                | Asistencia: 8,000 espectadores Árbitro(s): Luis Darién Morán Donías | Asistencia: 8,000 espectadores Árbitro(s): Luis Darién Morán Donías |

| 26 de noviembre, 11:00                                               | Chivas Rayadas                                 | 3:1 (3:0) | Tampico Madero | Estadio Omnlife, Zapopan                                            |                                                                     |
|                                                                      | J. Verduzco 14' · M. Nieblas 30' · D. Ríos 44' | Reporte   | A. Soto 76'    | Asistencia: 300 espectadores Árbitro(s): Luis Miguel Tapia González | Asistencia: 300 espectadores Árbitro(s): Luis Miguel Tapia González |
| Con marcador global de 3-2, Chivas Rayadas avanzó a Cuartos de Final |                                                |           |                |                                                                     |                                                                     |

| 23 de noviembre, 15:00 | Orizaba | 0:2 (0:2) | Inter Playa         | Estadio Socum, Orizaba                                             |                                                                    |
|                        |         | Reporte   | H. Álvarez 31', 39' | Asistencia: 200 espectadores Árbitro(s): Jonathan Hernández Juárez | Asistencia: 200 espectadores Árbitro(s): Jonathan Hernández Juárez |

| 26 de noviembre, 15:00 | Inter Playa | 0:2 (2:0) | Orizaba                          | Estadio Mario Villanueva Madrid, Playa del Carmen                 |                                                                   |
| |             | Reporte   | L. Hernández 10' · J. Rivera 36' | Asistencia: 500 espectadores Árbitro(s): Gilberto Alvarado Farjat | Asistencia: 500 espectadores Árbitro(s): Gilberto Alvarado Farjat |
| Pese a empatar 2-2 en el marcador global, Inter Playa avanzó a Cuartos de Final por su mejor posición en la tabla general |             |           |                                  |                                                                   |                                                                   |

| 24 de noviembre, 20:05 | Murciélagos                      | 2:1 (1:1) | Ballenas Galeana | Coloso del Dique, Guamúchil                                     |                                                                 |
|                        | C. Rodríguez 12' · O. Ibarra 85' | Reporte   | D. Gómez 41'     | Asistencia: 3,000 espectadores Árbitro(s): Diego Montaño Robles | Asistencia: 3,000 espectadores Árbitro(s): Diego Montaño Robles |

| 27 de noviembre, 15:30                                            | Ballenas Galeana | 1:2 (0:1) | Murciélagos        | Estadio Mariano Matamoros, Xochitepec                               |                                                                     |
|                                                                   | G. Catalán 76'   | Reporte   | C. Rómero 22', 60' | Asistencia: 5,000 espectadores Árbitro(s): Jesús Bisguerra Mendiola | Asistencia: 5,000 espectadores Árbitro(s): Jesús Bisguerra Mendiola |
| Con marcador global de 2-4, Murciélagos avanzó a Cuartos de Final |                  |           |                    |                                                                     |                                                                     |

| 23 de noviembre, 20:30 | Deportivo Tepic | 0:1 (0:0) | Loros de Colima | Arena Cora, Tepic                                                   |                                                                     |
|                        |                 | Reporte   | S. Vizcarra 74' | Asistencia: 4,000 espectadores Árbitro(s): Marco Antonio Ortíz Nava | Asistencia: 4,000 espectadores Árbitro(s): Marco Antonio Ortíz Nava |

| 26 de noviembre, 20:00                                                | Loros de Colima                  | 2:0 (1:0) | Deportivo Tepic | Estadio Olímpico Universitario de Colima, Colima                  |                                                                   |
|                                                                       | A. Ramírez 26' · S. Vizcarra 87' | Reporte   |                 | Asistencia: 300 espectadores Árbitro(s): Jorge Adán Tonix Vázquez | Asistencia: 300 espectadores Árbitro(s): Jorge Adán Tonix Vázquez |
| Con marcador global de 3-0, Loros de Colima avanzó a Cuartos de Final |                                  |           |                 |                                                                   |                                                                   |

| 23 de noviembre, 15:00 | Cruz Azul Jasso | 1:0 (0:0) | Los Altos | Estadio 10 de diciembre, Ciudad Cooperativa Cruz Azul           |                                                                 |
|                        | R. Wbias 66'    | Reporte   |           | Asistencia: 400 espectadores Árbitro(s): Henry Ulises The Ávila | Asistencia: 400 espectadores Árbitro(s): Henry Ulises The Ávila |

| 26 de noviembre, 16:00                                                                                          | Los Altos    | 1:0 (0:0) | Cruz Azul Jasso | Estadio Las Ánimas, Yahualica                                     |                                                                   |
| | M. Tovar 49' | Reporte   |                 | Asistencia: 2,500 espectadores Árbitro(s): Edgar Homero Ruíz Díaz | Asistencia: 2,500 espectadores Árbitro(s): Edgar Homero Ruíz Díaz |
| Pese a empatar 1-1 en el marcador global, Los Altos avanzó a Cuartos de Final por su mejor posición en la tabla |              |           |                 |                                                                   |                                                                   |

| 23 de noviembre, 13:00 | CD Lozaro                       | 2:1 (1:1) | Tecamachalco     | Estadio Olímpico de Oaxtepec, Oaxtepec                           |                                                                  |
|                        | J. Saldaña 24' · E. Fuentes 55' | Reporte   | O. Fernández 29' | Asistencia: 100 espectadores Árbitro(s): Alejandro Camacho Silva | Asistencia: 100 espectadores Árbitro(s): Alejandro Camacho Silva |

| 26 de noviembre, 13:00                                             | Tecamachalco                            | 3:1 (3:1) | CD Lozaro     | Estadio Neza 86, Ciudad Nezahualcóyotl     |                                            |
|                                                                    | O. Fernández 9', 26' · J. San Román 13' | Reporte   | L. Ramírez 3' | Árbitro(s): Emerson Gustavo Zamora Ramírez | Árbitro(s): Emerson Gustavo Zamora Ramírez |
| Con marcador global de 4-3, Tecamachalco avanzó a Cuartos de Final |                                         |           |               |                                            |                                            |

### Cuartos de final
| 1 de diciembre, 20:00 | UAEM | 0:2     | Titanes | Estadio Alberto "Chivo" Córdoba, Toluca |  |
|                       |      | Reporte |         |                                         |  |

| 4 de diciembre, 12:00                                    | Titanes | 5:2     | UAEM | Estadio Primero de Mayo, Tulancingo |  |
|                                                          |         | Reporte |      |                                     |  |
| Con marcador global de 7-2, Titanes avanzó a Semifinales |         |         |      |                                     |  |

| 30 de noviembre, 20:00 | Inter Playa                                        | 3:1 (0:1) | Chivas Rayadas  | Estadio Mario Villanueva Madrid, Playa del Carmen |  |
|                        | H. Álvarez 47' · D. Ballesteros 56' · O. Ramos 85' | Reporte   | A. Zaldívar 20' |                                                   |  |

| 3 de diciembre, 10:00                                        | Chivas Rayadas | 1:1 (1:0) | Inter Playa  | Estadio Omnlife, Zapopan |  |
|                                                              | V. Perales 17' | Reporte   | O. Ramos 75' |                          |  |
| Con marcador global de 2-4, Inter Playa avanzó a Semifinales |                |           |              |                          |  |

| 30 de noviembre, 20:00 | Loros de Colima | 4:3     | Murciélagos | Estadio Olímpico Universitario de Colima, Colima |  |
|                        |                 | Reporte |             |                                                  |  |

| 3 de diciembre, 20:05 | Murciélagos | 0:1     | Loros de Colima | Coloso del Dique, Guamúchil |  |
|                       |             | Reporte |                 |                             |  |

| 30 de noviembre, 15:00 | Tecamachalco | 1:0     | Los Altos | Estadio Neza 86, Ciudad Nezahualcóyotl |  |
|                        |              | Reporte |           |                                        |  |

| 3 de diciembre, 15:00                                         | Los Altos | 0:1     | Tecamachalco | Estadio Las Ánimas, Yahualica |  |
|                                                               |           | Reporte |              |                               |  |
| Con marcador global de 0-2, Tecamachalco avanzó a Semifinales |           |         |              |                               |  |

### Semifinales
| 8 de diciembre, 20:00 | Inter Playa                  | 2:1 (1:1) | Titanes      | Estadio Mario Villanueva Madrid, Playa del Carmen                    |                                                                      |
|                       | L. Tello 33' · P. Noyola 50' | Reporte   | R. Meráz 13' | Asistencia: 4,000 espectadores Árbitro(s): Carlos Javier Ríos García | Asistencia: 4,000 espectadores Árbitro(s): Carlos Javier Ríos García |

| 11 de diciembre, 12:00                                 | Titanes                                | 4:0 (2:0) | Inter Playa | Estadio Primero de Mayo, Tulancingo  |                                      |
|                                                        | R. Meráz 10', 42', 48' · F. Cortés 46' | Reporte   |             | Árbitro(s): Jorge Adán Tonix Vázquez | Árbitro(s): Jorge Adán Tonix Vázquez |
| Con marcador global de 5-2, Titantes avanzó a la Final |                                        |           |             |                                      |                                      |

| 7 de diciembre, 15:00 | Tecamachalco        | 2:1 (1:1) | Loros de Colima | Estadio Neza 86, Ciudad Nezahualcóyotl                            |                                                                   |
|                       | O. Burciaga 2', 62' | Reporte   | A. Sánchez 31'  | Asistencia: 500 espectadores Árbitro(s): Jesús Bisguerra Mendiola | Asistencia: 500 espectadores Árbitro(s): Jesús Bisguerra Mendiola |

| 10 de diciembre, 20:00                                     | Loros de Colima | 1:2 (0:1) | Tecamachalco                       | Estadio Olímpico Universitario de Colima, Colima                  |                                                                   |
|                                                            | S. Vizcarra 50' | Reporte   | O. Fernández 29' · I. Quintana 90' | Asistencia: 4,000 espectadores Árbitro(s): Edgar Homero Ruíz Díaz | Asistencia: 4,000 espectadores Árbitro(s): Edgar Homero Ruíz Díaz |
| Con marcador global de 2-4, Tecamachalco avanzó a la Final |                 |           |                                    |                                                                   |                                                                   |

### Final
| 15 de diciembre, 15:00 | Tecamachalco    | 1:1 (1:1) | Titanes       | Estadio Neza 86, Ciudad Nezahualcóyotl                                    |                                                                           |
|                        | O. Burciaga 28' | Reporte   | F. Cortés 16' | Asistencia: 2,500 espectadores Árbitro(s): Emerson Gustavo Zamora Ramírez | Asistencia: 2,500 espectadores Árbitro(s): Emerson Gustavo Zamora Ramírez |

| 18 de diciembre, 13:00                                                  | Titanes           | 2:0 (0:0) | Tecamachalco | Estadio Primero de Mayo, Tulancingo                               |                                                                   |
|                                                                         | R. Meráz 49', 76' | Reporte   |              | Asistencia: 5,000 espectadores Árbitro(s): Edgar Homero Ruíz Díaz | Asistencia: 5,000 espectadores Árbitro(s): Edgar Homero Ruíz Díaz |
| Con marcador global de 3-1, Titanes es campeón del Torneo Apertura 2011 |                   |           |              |                                                                   |                                                                   |

| Campeón Torneo Apertura 2011 |
| ---------------------------- |
|                              |
| Titanes                      |
| 1er Título                   |